# Problema d'escacs matemàtic

Cada casella mostra el nombre de camins diferents que pot fer un rei, des del centre, d'un escaquer imaginari de 7x7, per arribar a la casella, en el mínim nombre de moviments possible.

Un problema d'escacs matemàtic és un problema matemàtic formulat fent servir un escaquer o peces d'escacs. Aquesta mena de problemes pertanyen a la matemàtica recreativa. Els més coneguts són el problema de les vuit dames o el problema del cavall, que estan connectats amb la teoria de grafs i la combinatòria. Molts matemàtics famosos han estudiat problemes d'escacs i matemàtica, com per exemple, Euler, Legendre i Gauss. Més que trobar una solució a un problema particular, els matemàtics són sovint interessats a comptar el nombre total de possibles solucions, i en trobar-ne amb propietats concretes, així com en la generalització dels problemes en taulers de NxN caselles, o rectangulars.

## Problemes d'independència
Els problemes d'independència són el grup de problemes següents: Donada una determinada peça d'escacs (dama, torre, alfil, cavall, o rei), cal trobar el màxim nombre d'aquestes peces que es poden situar en un escaquer de tal manera que cap de les peces n'ataqui una altra. També cal trobar un posicionament concret de les peces per a aquest màxim nombre. El més conegut d'aquest tipus de problemes és el de les vuit reines. Els problemes poden ser ampliats amb la pregunta de quantes possibles solucions existeixen. Una altra generalització seria plantejar el mateix problema, però per taulers de NxN caselles.
El nombre màxim de reis independents en un tauler de 8x8 és de 16, dames - 8, torres - 8, alfils - 14, cavalls - 32. A continuació es mostren solucions per reis i alfils. Per obtenir 8 torres independents n'hi ha prou amb situar-les en una de les diagonals principals. Una solució per 32 cavalls independents seria situar-los en totes les caselles del mateix color.
|   | a | b | c | d | e | f | g | h |   |
| 8 | a7 blanques rei · c7 blanques rei · e7 blanques rei · g7 blanques rei · a5 blanques rei · c5 blanques rei · e5 blanques rei · g5 blanques rei · a3 blanques rei · c3 blanques rei · e3 blanques rei · g3 blanques rei · a1 blanques rei · c1 blanques rei · e1 blanques rei · g1 blanques rei | a7 blanques rei · c7 blanques rei · e7 blanques rei · g7 blanques rei · a5 blanques rei · c5 blanques rei · e5 blanques rei · g5 blanques rei · a3 blanques rei · c3 blanques rei · e3 blanques rei · g3 blanques rei · a1 blanques rei · c1 blanques rei · e1 blanques rei · g1 blanques rei | a7 blanques rei · c7 blanques rei · e7 blanques rei · g7 blanques rei · a5 blanques rei · c5 blanques rei · e5 blanques rei · g5 blanques rei · a3 blanques rei · c3 blanques rei · e3 blanques rei · g3 blanques rei · a1 blanques rei · c1 blanques rei · e1 blanques rei · g1 blanques rei | a7 blanques rei · c7 blanques rei · e7 blanques rei · g7 blanques rei · a5 blanques rei · c5 blanques rei · e5 blanques rei · g5 blanques rei · a3 blanques rei · c3 blanques rei · e3 blanques rei · g3 blanques rei · a1 blanques rei · c1 blanques rei · e1 blanques rei · g1 blanques rei | a7 blanques rei · c7 blanques rei · e7 blanques rei · g7 blanques rei · a5 blanques rei · c5 blanques rei · e5 blanques rei · g5 blanques rei · a3 blanques rei · c3 blanques rei · e3 blanques rei · g3 blanques rei · a1 blanques rei · c1 blanques rei · e1 blanques rei · g1 blanques rei | a7 blanques rei · c7 blanques rei · e7 blanques rei · g7 blanques rei · a5 blanques rei · c5 blanques rei · e5 blanques rei · g5 blanques rei · a3 blanques rei · c3 blanques rei · e3 blanques rei · g3 blanques rei · a1 blanques rei · c1 blanques rei · e1 blanques rei · g1 blanques rei | a7 blanques rei · c7 blanques rei · e7 blanques rei · g7 blanques rei · a5 blanques rei · c5 blanques rei · e5 blanques rei · g5 blanques rei · a3 blanques rei · c3 blanques rei · e3 blanques rei · g3 blanques rei · a1 blanques rei · c1 blanques rei · e1 blanques rei · g1 blanques rei | a7 blanques rei · c7 blanques rei · e7 blanques rei · g7 blanques rei · a5 blanques rei · c5 blanques rei · e5 blanques rei · g5 blanques rei · a3 blanques rei · c3 blanques rei · e3 blanques rei · g3 blanques rei · a1 blanques rei · c1 blanques rei · e1 blanques rei · g1 blanques rei | 8 |
| 7 | a7 blanques rei · c7 blanques rei · e7 blanques rei · g7 blanques rei · a5 blanques rei · c5 blanques rei · e5 blanques rei · g5 blanques rei · a3 blanques rei · c3 blanques rei · e3 blanques rei · g3 blanques rei · a1 blanques rei · c1 blanques rei · e1 blanques rei · g1 blanques rei | a7 blanques rei · c7 blanques rei · e7 blanques rei · g7 blanques rei · a5 blanques rei · c5 blanques rei · e5 blanques rei · g5 blanques rei · a3 blanques rei · c3 blanques rei · e3 blanques rei · g3 blanques rei · a1 blanques rei · c1 blanques rei · e1 blanques rei · g1 blanques rei | a7 blanques rei · c7 blanques rei · e7 blanques rei · g7 blanques rei · a5 blanques rei · c5 blanques rei · e5 blanques rei · g5 blanques rei · a3 blanques rei · c3 blanques rei · e3 blanques rei · g3 blanques rei · a1 blanques rei · c1 blanques rei · e1 blanques rei · g1 blanques rei | a7 blanques rei · c7 blanques rei · e7 blanques rei · g7 blanques rei · a5 blanques rei · c5 blanques rei · e5 blanques rei · g5 blanques rei · a3 blanques rei · c3 blanques rei · e3 blanques rei · g3 blanques rei · a1 blanques rei · c1 blanques rei · e1 blanques rei · g1 blanques rei | a7 blanques rei · c7 blanques rei · e7 blanques rei · g7 blanques rei · a5 blanques rei · c5 blanques rei · e5 blanques rei · g5 blanques rei · a3 blanques rei · c3 blanques rei · e3 blanques rei · g3 blanques rei · a1 blanques rei · c1 blanques rei · e1 blanques rei · g1 blanques rei | a7 blanques rei · c7 blanques rei · e7 blanques rei · g7 blanques rei · a5 blanques rei · c5 blanques rei · e5 blanques rei · g5 blanques rei · a3 blanques rei · c3 blanques rei · e3 blanques rei · g3 blanques rei · a1 blanques rei · c1 blanques rei · e1 blanques rei · g1 blanques rei | a7 blanques rei · c7 blanques rei · e7 blanques rei · g7 blanques rei · a5 blanques rei · c5 blanques rei · e5 blanques rei · g5 blanques rei · a3 blanques rei · c3 blanques rei · e3 blanques rei · g3 blanques rei · a1 blanques rei · c1 blanques rei · e1 blanques rei · g1 blanques rei | a7 blanques rei · c7 blanques rei · e7 blanques rei · g7 blanques rei · a5 blanques rei · c5 blanques rei · e5 blanques rei · g5 blanques rei · a3 blanques rei · c3 blanques rei · e3 blanques rei · g3 blanques rei · a1 blanques rei · c1 blanques rei · e1 blanques rei · g1 blanques rei | 7 |
| 6 | a7 blanques rei · c7 blanques rei · e7 blanques rei · g7 blanques rei · a5 blanques rei · c5 blanques rei · e5 blanques rei · g5 blanques rei · a3 blanques rei · c3 blanques rei · e3 blanques rei · g3 blanques rei · a1 blanques rei · c1 blanques rei · e1 blanques rei · g1 blanques rei | a7 blanques rei · c7 blanques rei · e7 blanques rei · g7 blanques rei · a5 blanques rei · c5 blanques rei · e5 blanques rei · g5 blanques rei · a3 blanques rei · c3 blanques rei · e3 blanques rei · g3 blanques rei · a1 blanques rei · c1 blanques rei · e1 blanques rei · g1 blanques rei | a7 blanques rei · c7 blanques rei · e7 blanques rei · g7 blanques rei · a5 blanques rei · c5 blanques rei · e5 blanques rei · g5 blanques rei · a3 blanques rei · c3 blanques rei · e3 blanques rei · g3 blanques rei · a1 blanques rei · c1 blanques rei · e1 blanques rei · g1 blanques rei | a7 blanques rei · c7 blanques rei · e7 blanques rei · g7 blanques rei · a5 blanques rei · c5 blanques rei · e5 blanques rei · g5 blanques rei · a3 blanques rei · c3 blanques rei · e3 blanques rei · g3 blanques rei · a1 blanques rei · c1 blanques rei · e1 blanques rei · g1 blanques rei | a7 blanques rei · c7 blanques rei · e7 blanques rei · g7 blanques rei · a5 blanques rei · c5 blanques rei · e5 blanques rei · g5 blanques rei · a3 blanques rei · c3 blanques rei · e3 blanques rei · g3 blanques rei · a1 blanques rei · c1 blanques rei · e1 blanques rei · g1 blanques rei | a7 blanques rei · c7 blanques rei · e7 blanques rei · g7 blanques rei · a5 blanques rei · c5 blanques rei · e5 blanques rei · g5 blanques rei · a3 blanques rei · c3 blanques rei · e3 blanques rei · g3 blanques rei · a1 blanques rei · c1 blanques rei · e1 blanques rei · g1 blanques rei | a7 blanques rei · c7 blanques rei · e7 blanques rei · g7 blanques rei · a5 blanques rei · c5 blanques rei · e5 blanques rei · g5 blanques rei · a3 blanques rei · c3 blanques rei · e3 blanques rei · g3 blanques rei · a1 blanques rei · c1 blanques rei · e1 blanques rei · g1 blanques rei | a7 blanques rei · c7 blanques rei · e7 blanques rei · g7 blanques rei · a5 blanques rei · c5 blanques rei · e5 blanques rei · g5 blanques rei · a3 blanques rei · c3 blanques rei · e3 blanques rei · g3 blanques rei · a1 blanques rei · c1 blanques rei · e1 blanques rei · g1 blanques rei | 6 |
| 5 | a7 blanques rei · c7 blanques rei · e7 blanques rei · g7 blanques rei · a5 blanques rei · c5 blanques rei · e5 blanques rei · g5 blanques rei · a3 blanques rei · c3 blanques rei · e3 blanques rei · g3 blanques rei · a1 blanques rei · c1 blanques rei · e1 blanques rei · g1 blanques rei | a7 blanques rei · c7 blanques rei · e7 blanques rei · g7 blanques rei · a5 blanques rei · c5 blanques rei · e5 blanques rei · g5 blanques rei · a3 blanques rei · c3 blanques rei · e3 blanques rei · g3 blanques rei · a1 blanques rei · c1 blanques rei · e1 blanques rei · g1 blanques rei | a7 blanques rei · c7 blanques rei · e7 blanques rei · g7 blanques rei · a5 blanques rei · c5 blanques rei · e5 blanques rei · g5 blanques rei · a3 blanques rei · c3 blanques rei · e3 blanques rei · g3 blanques rei · a1 blanques rei · c1 blanques rei · e1 blanques rei · g1 blanques rei | a7 blanques rei · c7 blanques rei · e7 blanques rei · g7 blanques rei · a5 blanques rei · c5 blanques rei · e5 blanques rei · g5 blanques rei · a3 blanques rei · c3 blanques rei · e3 blanques rei · g3 blanques rei · a1 blanques rei · c1 blanques rei · e1 blanques rei · g1 blanques rei | a7 blanques rei · c7 blanques rei · e7 blanques rei · g7 blanques rei · a5 blanques rei · c5 blanques rei · e5 blanques rei · g5 blanques rei · a3 blanques rei · c3 blanques rei · e3 blanques rei · g3 blanques rei · a1 blanques rei · c1 blanques rei · e1 blanques rei · g1 blanques rei | a7 blanques rei · c7 blanques rei · e7 blanques rei · g7 blanques rei · a5 blanques rei · c5 blanques rei · e5 blanques rei · g5 blanques rei · a3 blanques rei · c3 blanques rei · e3 blanques rei · g3 blanques rei · a1 blanques rei · c1 blanques rei · e1 blanques rei · g1 blanques rei | a7 blanques rei · c7 blanques rei · e7 blanques rei · g7 blanques rei · a5 blanques rei · c5 blanques rei · e5 blanques rei · g5 blanques rei · a3 blanques rei · c3 blanques rei · e3 blanques rei · g3 blanques rei · a1 blanques rei · c1 blanques rei · e1 blanques rei · g1 blanques rei | a7 blanques rei · c7 blanques rei · e7 blanques rei · g7 blanques rei · a5 blanques rei · c5 blanques rei · e5 blanques rei · g5 blanques rei · a3 blanques rei · c3 blanques rei · e3 blanques rei · g3 blanques rei · a1 blanques rei · c1 blanques rei · e1 blanques rei · g1 blanques rei | 5 |
| 4 | a7 blanques rei · c7 blanques rei · e7 blanques rei · g7 blanques rei · a5 blanques rei · c5 blanques rei · e5 blanques rei · g5 blanques rei · a3 blanques rei · c3 blanques rei · e3 blanques rei · g3 blanques rei · a1 blanques rei · c1 blanques rei · e1 blanques rei · g1 blanques rei | a7 blanques rei · c7 blanques rei · e7 blanques rei · g7 blanques rei · a5 blanques rei · c5 blanques rei · e5 blanques rei · g5 blanques rei · a3 blanques rei · c3 blanques rei · e3 blanques rei · g3 blanques rei · a1 blanques rei · c1 blanques rei · e1 blanques rei · g1 blanques rei | a7 blanques rei · c7 blanques rei · e7 blanques rei · g7 blanques rei · a5 blanques rei · c5 blanques rei · e5 blanques rei · g5 blanques rei · a3 blanques rei · c3 blanques rei · e3 blanques rei · g3 blanques rei · a1 blanques rei · c1 blanques rei · e1 blanques rei · g1 blanques rei | a7 blanques rei · c7 blanques rei · e7 blanques rei · g7 blanques rei · a5 blanques rei · c5 blanques rei · e5 blanques rei · g5 blanques rei · a3 blanques rei · c3 blanques rei · e3 blanques rei · g3 blanques rei · a1 blanques rei · c1 blanques rei · e1 blanques rei · g1 blanques rei | a7 blanques rei · c7 blanques rei · e7 blanques rei · g7 blanques rei · a5 blanques rei · c5 blanques rei · e5 blanques rei · g5 blanques rei · a3 blanques rei · c3 blanques rei · e3 blanques rei · g3 blanques rei · a1 blanques rei · c1 blanques rei · e1 blanques rei · g1 blanques rei | a7 blanques rei · c7 blanques rei · e7 blanques rei · g7 blanques rei · a5 blanques rei · c5 blanques rei · e5 blanques rei · g5 blanques rei · a3 blanques rei · c3 blanques rei · e3 blanques rei · g3 blanques rei · a1 blanques rei · c1 blanques rei · e1 blanques rei · g1 blanques rei | a7 blanques rei · c7 blanques rei · e7 blanques rei · g7 blanques rei · a5 blanques rei · c5 blanques rei · e5 blanques rei · g5 blanques rei · a3 blanques rei · c3 blanques rei · e3 blanques rei · g3 blanques rei · a1 blanques rei · c1 blanques rei · e1 blanques rei · g1 blanques rei | a7 blanques rei · c7 blanques rei · e7 blanques rei · g7 blanques rei · a5 blanques rei · c5 blanques rei · e5 blanques rei · g5 blanques rei · a3 blanques rei · c3 blanques rei · e3 blanques rei · g3 blanques rei · a1 blanques rei · c1 blanques rei · e1 blanques rei · g1 blanques rei | 4 |
| 3 | a7 blanques rei · c7 blanques rei · e7 blanques rei · g7 blanques rei · a5 blanques rei · c5 blanques rei · e5 blanques rei · g5 blanques rei · a3 blanques rei · c3 blanques rei · e3 blanques rei · g3 blanques rei · a1 blanques rei · c1 blanques rei · e1 blanques rei · g1 blanques rei | a7 blanques rei · c7 blanques rei · e7 blanques rei · g7 blanques rei · a5 blanques rei · c5 blanques rei · e5 blanques rei · g5 blanques rei · a3 blanques rei · c3 blanques rei · e3 blanques rei · g3 blanques rei · a1 blanques rei · c1 blanques rei · e1 blanques rei · g1 blanques rei | a7 blanques rei · c7 blanques rei · e7 blanques rei · g7 blanques rei · a5 blanques rei · c5 blanques rei · e5 blanques rei · g5 blanques rei · a3 blanques rei · c3 blanques rei · e3 blanques rei · g3 blanques rei · a1 blanques rei · c1 blanques rei · e1 blanques rei · g1 blanques rei | a7 blanques rei · c7 blanques rei · e7 blanques rei · g7 blanques rei · a5 blanques rei · c5 blanques rei · e5 blanques rei · g5 blanques rei · a3 blanques rei · c3 blanques rei · e3 blanques rei · g3 blanques rei · a1 blanques rei · c1 blanques rei · e1 blanques rei · g1 blanques rei | a7 blanques rei · c7 blanques rei · e7 blanques rei · g7 blanques rei · a5 blanques rei · c5 blanques rei · e5 blanques rei · g5 blanques rei · a3 blanques rei · c3 blanques rei · e3 blanques rei · g3 blanques rei · a1 blanques rei · c1 blanques rei · e1 blanques rei · g1 blanques rei | a7 blanques rei · c7 blanques rei · e7 blanques rei · g7 blanques rei · a5 blanques rei · c5 blanques rei · e5 blanques rei · g5 blanques rei · a3 blanques rei · c3 blanques rei · e3 blanques rei · g3 blanques rei · a1 blanques rei · c1 blanques rei · e1 blanques rei · g1 blanques rei | a7 blanques rei · c7 blanques rei · e7 blanques rei · g7 blanques rei · a5 blanques rei · c5 blanques rei · e5 blanques rei · g5 blanques rei · a3 blanques rei · c3 blanques rei · e3 blanques rei · g3 blanques rei · a1 blanques rei · c1 blanques rei · e1 blanques rei · g1 blanques rei | a7 blanques rei · c7 blanques rei · e7 blanques rei · g7 blanques rei · a5 blanques rei · c5 blanques rei · e5 blanques rei · g5 blanques rei · a3 blanques rei · c3 blanques rei · e3 blanques rei · g3 blanques rei · a1 blanques rei · c1 blanques rei · e1 blanques rei · g1 blanques rei | 3 |
| 2 | a7 blanques rei · c7 blanques rei · e7 blanques rei · g7 blanques rei · a5 blanques rei · c5 blanques rei · e5 blanques rei · g5 blanques rei · a3 blanques rei · c3 blanques rei · e3 blanques rei · g3 blanques rei · a1 blanques rei · c1 blanques rei · e1 blanques rei · g1 blanques rei | a7 blanques rei · c7 blanques rei · e7 blanques rei · g7 blanques rei · a5 blanques rei · c5 blanques rei · e5 blanques rei · g5 blanques rei · a3 blanques rei · c3 blanques rei · e3 blanques rei · g3 blanques rei · a1 blanques rei · c1 blanques rei · e1 blanques rei · g1 blanques rei | a7 blanques rei · c7 blanques rei · e7 blanques rei · g7 blanques rei · a5 blanques rei · c5 blanques rei · e5 blanques rei · g5 blanques rei · a3 blanques rei · c3 blanques rei · e3 blanques rei · g3 blanques rei · a1 blanques rei · c1 blanques rei · e1 blanques rei · g1 blanques rei | a7 blanques rei · c7 blanques rei · e7 blanques rei · g7 blanques rei · a5 blanques rei · c5 blanques rei · e5 blanques rei · g5 blanques rei · a3 blanques rei · c3 blanques rei · e3 blanques rei · g3 blanques rei · a1 blanques rei · c1 blanques rei · e1 blanques rei · g1 blanques rei | a7 blanques rei · c7 blanques rei · e7 blanques rei · g7 blanques rei · a5 blanques rei · c5 blanques rei · e5 blanques rei · g5 blanques rei · a3 blanques rei · c3 blanques rei · e3 blanques rei · g3 blanques rei · a1 blanques rei · c1 blanques rei · e1 blanques rei · g1 blanques rei | a7 blanques rei · c7 blanques rei · e7 blanques rei · g7 blanques rei · a5 blanques rei · c5 blanques rei · e5 blanques rei · g5 blanques rei · a3 blanques rei · c3 blanques rei · e3 blanques rei · g3 blanques rei · a1 blanques rei · c1 blanques rei · e1 blanques rei · g1 blanques rei | a7 blanques rei · c7 blanques rei · e7 blanques rei · g7 blanques rei · a5 blanques rei · c5 blanques rei · e5 blanques rei · g5 blanques rei · a3 blanques rei · c3 blanques rei · e3 blanques rei · g3 blanques rei · a1 blanques rei · c1 blanques rei · e1 blanques rei · g1 blanques rei | a7 blanques rei · c7 blanques rei · e7 blanques rei · g7 blanques rei · a5 blanques rei · c5 blanques rei · e5 blanques rei · g5 blanques rei · a3 blanques rei · c3 blanques rei · e3 blanques rei · g3 blanques rei · a1 blanques rei · c1 blanques rei · e1 blanques rei · g1 blanques rei | 2 |
| 1 | a7 blanques rei · c7 blanques rei · e7 blanques rei · g7 blanques rei · a5 blanques rei · c5 blanques rei · e5 blanques rei · g5 blanques rei · a3 blanques rei · c3 blanques rei · e3 blanques rei · g3 blanques rei · a1 blanques rei · c1 blanques rei · e1 blanques rei · g1 blanques rei | a7 blanques rei · c7 blanques rei · e7 blanques rei · g7 blanques rei · a5 blanques rei · c5 blanques rei · e5 blanques rei · g5 blanques rei · a3 blanques rei · c3 blanques rei · e3 blanques rei · g3 blanques rei · a1 blanques rei · c1 blanques rei · e1 blanques rei · g1 blanques rei | a7 blanques rei · c7 blanques rei · e7 blanques rei · g7 blanques rei · a5 blanques rei · c5 blanques rei · e5 blanques rei · g5 blanques rei · a3 blanques rei · c3 blanques rei · e3 blanques rei · g3 blanques rei · a1 blanques rei · c1 blanques rei · e1 blanques rei · g1 blanques rei | a7 blanques rei · c7 blanques rei · e7 blanques rei · g7 blanques rei · a5 blanques rei · c5 blanques rei · e5 blanques rei · g5 blanques rei · a3 blanques rei · c3 blanques rei · e3 blanques rei · g3 blanques rei · a1 blanques rei · c1 blanques rei · e1 blanques rei · g1 blanques rei | a7 blanques rei · c7 blanques rei · e7 blanques rei · g7 blanques rei · a5 blanques rei · c5 blanques rei · e5 blanques rei · g5 blanques rei · a3 blanques rei · c3 blanques rei · e3 blanques rei · g3 blanques rei · a1 blanques rei · c1 blanques rei · e1 blanques rei · g1 blanques rei | a7 blanques rei · c7 blanques rei · e7 blanques rei · g7 blanques rei · a5 blanques rei · c5 blanques rei · e5 blanques rei · g5 blanques rei · a3 blanques rei · c3 blanques rei · e3 blanques rei · g3 blanques rei · a1 blanques rei · c1 blanques rei · e1 blanques rei · g1 blanques rei | a7 blanques rei · c7 blanques rei · e7 blanques rei · g7 blanques rei · a5 blanques rei · c5 blanques rei · e5 blanques rei · g5 blanques rei · a3 blanques rei · c3 blanques rei · e3 blanques rei · g3 blanques rei · a1 blanques rei · c1 blanques rei · e1 blanques rei · g1 blanques rei | a7 blanques rei · c7 blanques rei · e7 blanques rei · g7 blanques rei · a5 blanques rei · c5 blanques rei · e5 blanques rei · g5 blanques rei · a3 blanques rei · c3 blanques rei · e3 blanques rei · g3 blanques rei · a1 blanques rei · c1 blanques rei · e1 blanques rei · g1 blanques rei | 1 |
|   | a | b | c | d | e | f | g | h |   |

|   | a | b | c | d | e | f | g | h |   |
| 8 | b8 blanques alfil · c8 blanques alfil · d8 blanques alfil · e8 blanques alfil · f8 blanques alfil · g8 blanques alfil · a1 blanques alfil · b1 blanques alfil · c1 blanques alfil · d1 blanques alfil · e1 blanques alfil · f1 blanques alfil · g1 blanques alfil · h1 blanques alfil | b8 blanques alfil · c8 blanques alfil · d8 blanques alfil · e8 blanques alfil · f8 blanques alfil · g8 blanques alfil · a1 blanques alfil · b1 blanques alfil · c1 blanques alfil · d1 blanques alfil · e1 blanques alfil · f1 blanques alfil · g1 blanques alfil · h1 blanques alfil | b8 blanques alfil · c8 blanques alfil · d8 blanques alfil · e8 blanques alfil · f8 blanques alfil · g8 blanques alfil · a1 blanques alfil · b1 blanques alfil · c1 blanques alfil · d1 blanques alfil · e1 blanques alfil · f1 blanques alfil · g1 blanques alfil · h1 blanques alfil | b8 blanques alfil · c8 blanques alfil · d8 blanques alfil · e8 blanques alfil · f8 blanques alfil · g8 blanques alfil · a1 blanques alfil · b1 blanques alfil · c1 blanques alfil · d1 blanques alfil · e1 blanques alfil · f1 blanques alfil · g1 blanques alfil · h1 blanques alfil | b8 blanques alfil · c8 blanques alfil · d8 blanques alfil · e8 blanques alfil · f8 blanques alfil · g8 blanques alfil · a1 blanques alfil · b1 blanques alfil · c1 blanques alfil · d1 blanques alfil · e1 blanques alfil · f1 blanques alfil · g1 blanques alfil · h1 blanques alfil | b8 blanques alfil · c8 blanques alfil · d8 blanques alfil · e8 blanques alfil · f8 blanques alfil · g8 blanques alfil · a1 blanques alfil · b1 blanques alfil · c1 blanques alfil · d1 blanques alfil · e1 blanques alfil · f1 blanques alfil · g1 blanques alfil · h1 blanques alfil | b8 blanques alfil · c8 blanques alfil · d8 blanques alfil · e8 blanques alfil · f8 blanques alfil · g8 blanques alfil · a1 blanques alfil · b1 blanques alfil · c1 blanques alfil · d1 blanques alfil · e1 blanques alfil · f1 blanques alfil · g1 blanques alfil · h1 blanques alfil | b8 blanques alfil · c8 blanques alfil · d8 blanques alfil · e8 blanques alfil · f8 blanques alfil · g8 blanques alfil · a1 blanques alfil · b1 blanques alfil · c1 blanques alfil · d1 blanques alfil · e1 blanques alfil · f1 blanques alfil · g1 blanques alfil · h1 blanques alfil | 8 |
| 7 | b8 blanques alfil · c8 blanques alfil · d8 blanques alfil · e8 blanques alfil · f8 blanques alfil · g8 blanques alfil · a1 blanques alfil · b1 blanques alfil · c1 blanques alfil · d1 blanques alfil · e1 blanques alfil · f1 blanques alfil · g1 blanques alfil · h1 blanques alfil | b8 blanques alfil · c8 blanques alfil · d8 blanques alfil · e8 blanques alfil · f8 blanques alfil · g8 blanques alfil · a1 blanques alfil · b1 blanques alfil · c1 blanques alfil · d1 blanques alfil · e1 blanques alfil · f1 blanques alfil · g1 blanques alfil · h1 blanques alfil | b8 blanques alfil · c8 blanques alfil · d8 blanques alfil · e8 blanques alfil · f8 blanques alfil · g8 blanques alfil · a1 blanques alfil · b1 blanques alfil · c1 blanques alfil · d1 blanques alfil · e1 blanques alfil · f1 blanques alfil · g1 blanques alfil · h1 blanques alfil | b8 blanques alfil · c8 blanques alfil · d8 blanques alfil · e8 blanques alfil · f8 blanques alfil · g8 blanques alfil · a1 blanques alfil · b1 blanques alfil · c1 blanques alfil · d1 blanques alfil · e1 blanques alfil · f1 blanques alfil · g1 blanques alfil · h1 blanques alfil | b8 blanques alfil · c8 blanques alfil · d8 blanques alfil · e8 blanques alfil · f8 blanques alfil · g8 blanques alfil · a1 blanques alfil · b1 blanques alfil · c1 blanques alfil · d1 blanques alfil · e1 blanques alfil · f1 blanques alfil · g1 blanques alfil · h1 blanques alfil | b8 blanques alfil · c8 blanques alfil · d8 blanques alfil · e8 blanques alfil · f8 blanques alfil · g8 blanques alfil · a1 blanques alfil · b1 blanques alfil · c1 blanques alfil · d1 blanques alfil · e1 blanques alfil · f1 blanques alfil · g1 blanques alfil · h1 blanques alfil | b8 blanques alfil · c8 blanques alfil · d8 blanques alfil · e8 blanques alfil · f8 blanques alfil · g8 blanques alfil · a1 blanques alfil · b1 blanques alfil · c1 blanques alfil · d1 blanques alfil · e1 blanques alfil · f1 blanques alfil · g1 blanques alfil · h1 blanques alfil | b8 blanques alfil · c8 blanques alfil · d8 blanques alfil · e8 blanques alfil · f8 blanques alfil · g8 blanques alfil · a1 blanques alfil · b1 blanques alfil · c1 blanques alfil · d1 blanques alfil · e1 blanques alfil · f1 blanques alfil · g1 blanques alfil · h1 blanques alfil | 7 |
| 6 | b8 blanques alfil · c8 blanques alfil · d8 blanques alfil · e8 blanques alfil · f8 blanques alfil · g8 blanques alfil · a1 blanques alfil · b1 blanques alfil · c1 blanques alfil · d1 blanques alfil · e1 blanques alfil · f1 blanques alfil · g1 blanques alfil · h1 blanques alfil | b8 blanques alfil · c8 blanques alfil · d8 blanques alfil · e8 blanques alfil · f8 blanques alfil · g8 blanques alfil · a1 blanques alfil · b1 blanques alfil · c1 blanques alfil · d1 blanques alfil · e1 blanques alfil · f1 blanques alfil · g1 blanques alfil · h1 blanques alfil | b8 blanques alfil · c8 blanques alfil · d8 blanques alfil · e8 blanques alfil · f8 blanques alfil · g8 blanques alfil · a1 blanques alfil · b1 blanques alfil · c1 blanques alfil · d1 blanques alfil · e1 blanques alfil · f1 blanques alfil · g1 blanques alfil · h1 blanques alfil | b8 blanques alfil · c8 blanques alfil · d8 blanques alfil · e8 blanques alfil · f8 blanques alfil · g8 blanques alfil · a1 blanques alfil · b1 blanques alfil · c1 blanques alfil · d1 blanques alfil · e1 blanques alfil · f1 blanques alfil · g1 blanques alfil · h1 blanques alfil | b8 blanques alfil · c8 blanques alfil · d8 blanques alfil · e8 blanques alfil · f8 blanques alfil · g8 blanques alfil · a1 blanques alfil · b1 blanques alfil · c1 blanques alfil · d1 blanques alfil · e1 blanques alfil · f1 blanques alfil · g1 blanques alfil · h1 blanques alfil | b8 blanques alfil · c8 blanques alfil · d8 blanques alfil · e8 blanques alfil · f8 blanques alfil · g8 blanques alfil · a1 blanques alfil · b1 blanques alfil · c1 blanques alfil · d1 blanques alfil · e1 blanques alfil · f1 blanques alfil · g1 blanques alfil · h1 blanques alfil | b8 blanques alfil · c8 blanques alfil · d8 blanques alfil · e8 blanques alfil · f8 blanques alfil · g8 blanques alfil · a1 blanques alfil · b1 blanques alfil · c1 blanques alfil · d1 blanques alfil · e1 blanques alfil · f1 blanques alfil · g1 blanques alfil · h1 blanques alfil | b8 blanques alfil · c8 blanques alfil · d8 blanques alfil · e8 blanques alfil · f8 blanques alfil · g8 blanques alfil · a1 blanques alfil · b1 blanques alfil · c1 blanques alfil · d1 blanques alfil · e1 blanques alfil · f1 blanques alfil · g1 blanques alfil · h1 blanques alfil | 6 |
| 5 | b8 blanques alfil · c8 blanques alfil · d8 blanques alfil · e8 blanques alfil · f8 blanques alfil · g8 blanques alfil · a1 blanques alfil · b1 blanques alfil · c1 blanques alfil · d1 blanques alfil · e1 blanques alfil · f1 blanques alfil · g1 blanques alfil · h1 blanques alfil | b8 blanques alfil · c8 blanques alfil · d8 blanques alfil · e8 blanques alfil · f8 blanques alfil · g8 blanques alfil · a1 blanques alfil · b1 blanques alfil · c1 blanques alfil · d1 blanques alfil · e1 blanques alfil · f1 blanques alfil · g1 blanques alfil · h1 blanques alfil | b8 blanques alfil · c8 blanques alfil · d8 blanques alfil · e8 blanques alfil · f8 blanques alfil · g8 blanques alfil · a1 blanques alfil · b1 blanques alfil · c1 blanques alfil · d1 blanques alfil · e1 blanques alfil · f1 blanques alfil · g1 blanques alfil · h1 blanques alfil | b8 blanques alfil · c8 blanques alfil · d8 blanques alfil · e8 blanques alfil · f8 blanques alfil · g8 blanques alfil · a1 blanques alfil · b1 blanques alfil · c1 blanques alfil · d1 blanques alfil · e1 blanques alfil · f1 blanques alfil · g1 blanques alfil · h1 blanques alfil | b8 blanques alfil · c8 blanques alfil · d8 blanques alfil · e8 blanques alfil · f8 blanques alfil · g8 blanques alfil · a1 blanques alfil · b1 blanques alfil · c1 blanques alfil · d1 blanques alfil · e1 blanques alfil · f1 blanques alfil · g1 blanques alfil · h1 blanques alfil | b8 blanques alfil · c8 blanques alfil · d8 blanques alfil · e8 blanques alfil · f8 blanques alfil · g8 blanques alfil · a1 blanques alfil · b1 blanques alfil · c1 blanques alfil · d1 blanques alfil · e1 blanques alfil · f1 blanques alfil · g1 blanques alfil · h1 blanques alfil | b8 blanques alfil · c8 blanques alfil · d8 blanques alfil · e8 blanques alfil · f8 blanques alfil · g8 blanques alfil · a1 blanques alfil · b1 blanques alfil · c1 blanques alfil · d1 blanques alfil · e1 blanques alfil · f1 blanques alfil · g1 blanques alfil · h1 blanques alfil | b8 blanques alfil · c8 blanques alfil · d8 blanques alfil · e8 blanques alfil · f8 blanques alfil · g8 blanques alfil · a1 blanques alfil · b1 blanques alfil · c1 blanques alfil · d1 blanques alfil · e1 blanques alfil · f1 blanques alfil · g1 blanques alfil · h1 blanques alfil | 5 |
| 4 | b8 blanques alfil · c8 blanques alfil · d8 blanques alfil · e8 blanques alfil · f8 blanques alfil · g8 blanques alfil · a1 blanques alfil · b1 blanques alfil · c1 blanques alfil · d1 blanques alfil · e1 blanques alfil · f1 blanques alfil · g1 blanques alfil · h1 blanques alfil | b8 blanques alfil · c8 blanques alfil · d8 blanques alfil · e8 blanques alfil · f8 blanques alfil · g8 blanques alfil · a1 blanques alfil · b1 blanques alfil · c1 blanques alfil · d1 blanques alfil · e1 blanques alfil · f1 blanques alfil · g1 blanques alfil · h1 blanques alfil | b8 blanques alfil · c8 blanques alfil · d8 blanques alfil · e8 blanques alfil · f8 blanques alfil · g8 blanques alfil · a1 blanques alfil · b1 blanques alfil · c1 blanques alfil · d1 blanques alfil · e1 blanques alfil · f1 blanques alfil · g1 blanques alfil · h1 blanques alfil | b8 blanques alfil · c8 blanques alfil · d8 blanques alfil · e8 blanques alfil · f8 blanques alfil · g8 blanques alfil · a1 blanques alfil · b1 blanques alfil · c1 blanques alfil · d1 blanques alfil · e1 blanques alfil · f1 blanques alfil · g1 blanques alfil · h1 blanques alfil | b8 blanques alfil · c8 blanques alfil · d8 blanques alfil · e8 blanques alfil · f8 blanques alfil · g8 blanques alfil · a1 blanques alfil · b1 blanques alfil · c1 blanques alfil · d1 blanques alfil · e1 blanques alfil · f1 blanques alfil · g1 blanques alfil · h1 blanques alfil | b8 blanques alfil · c8 blanques alfil · d8 blanques alfil · e8 blanques alfil · f8 blanques alfil · g8 blanques alfil · a1 blanques alfil · b1 blanques alfil · c1 blanques alfil · d1 blanques alfil · e1 blanques alfil · f1 blanques alfil · g1 blanques alfil · h1 blanques alfil | b8 blanques alfil · c8 blanques alfil · d8 blanques alfil · e8 blanques alfil · f8 blanques alfil · g8 blanques alfil · a1 blanques alfil · b1 blanques alfil · c1 blanques alfil · d1 blanques alfil · e1 blanques alfil · f1 blanques alfil · g1 blanques alfil · h1 blanques alfil | b8 blanques alfil · c8 blanques alfil · d8 blanques alfil · e8 blanques alfil · f8 blanques alfil · g8 blanques alfil · a1 blanques alfil · b1 blanques alfil · c1 blanques alfil · d1 blanques alfil · e1 blanques alfil · f1 blanques alfil · g1 blanques alfil · h1 blanques alfil | 4 |
| 3 | b8 blanques alfil · c8 blanques alfil · d8 blanques alfil · e8 blanques alfil · f8 blanques alfil · g8 blanques alfil · a1 blanques alfil · b1 blanques alfil · c1 blanques alfil · d1 blanques alfil · e1 blanques alfil · f1 blanques alfil · g1 blanques alfil · h1 blanques alfil | b8 blanques alfil · c8 blanques alfil · d8 blanques alfil · e8 blanques alfil · f8 blanques alfil · g8 blanques alfil · a1 blanques alfil · b1 blanques alfil · c1 blanques alfil · d1 blanques alfil · e1 blanques alfil · f1 blanques alfil · g1 blanques alfil · h1 blanques alfil | b8 blanques alfil · c8 blanques alfil · d8 blanques alfil · e8 blanques alfil · f8 blanques alfil · g8 blanques alfil · a1 blanques alfil · b1 blanques alfil · c1 blanques alfil · d1 blanques alfil · e1 blanques alfil · f1 blanques alfil · g1 blanques alfil · h1 blanques alfil | b8 blanques alfil · c8 blanques alfil · d8 blanques alfil · e8 blanques alfil · f8 blanques alfil · g8 blanques alfil · a1 blanques alfil · b1 blanques alfil · c1 blanques alfil · d1 blanques alfil · e1 blanques alfil · f1 blanques alfil · g1 blanques alfil · h1 blanques alfil | b8 blanques alfil · c8 blanques alfil · d8 blanques alfil · e8 blanques alfil · f8 blanques alfil · g8 blanques alfil · a1 blanques alfil · b1 blanques alfil · c1 blanques alfil · d1 blanques alfil · e1 blanques alfil · f1 blanques alfil · g1 blanques alfil · h1 blanques alfil | b8 blanques alfil · c8 blanques alfil · d8 blanques alfil · e8 blanques alfil · f8 blanques alfil · g8 blanques alfil · a1 blanques alfil · b1 blanques alfil · c1 blanques alfil · d1 blanques alfil · e1 blanques alfil · f1 blanques alfil · g1 blanques alfil · h1 blanques alfil | b8 blanques alfil · c8 blanques alfil · d8 blanques alfil · e8 blanques alfil · f8 blanques alfil · g8 blanques alfil · a1 blanques alfil · b1 blanques alfil · c1 blanques alfil · d1 blanques alfil · e1 blanques alfil · f1 blanques alfil · g1 blanques alfil · h1 blanques alfil | b8 blanques alfil · c8 blanques alfil · d8 blanques alfil · e8 blanques alfil · f8 blanques alfil · g8 blanques alfil · a1 blanques alfil · b1 blanques alfil · c1 blanques alfil · d1 blanques alfil · e1 blanques alfil · f1 blanques alfil · g1 blanques alfil · h1 blanques alfil | 3 |
| 2 | b8 blanques alfil · c8 blanques alfil · d8 blanques alfil · e8 blanques alfil · f8 blanques alfil · g8 blanques alfil · a1 blanques alfil · b1 blanques alfil · c1 blanques alfil · d1 blanques alfil · e1 blanques alfil · f1 blanques alfil · g1 blanques alfil · h1 blanques alfil | b8 blanques alfil · c8 blanques alfil · d8 blanques alfil · e8 blanques alfil · f8 blanques alfil · g8 blanques alfil · a1 blanques alfil · b1 blanques alfil · c1 blanques alfil · d1 blanques alfil · e1 blanques alfil · f1 blanques alfil · g1 blanques alfil · h1 blanques alfil | b8 blanques alfil · c8 blanques alfil · d8 blanques alfil · e8 blanques alfil · f8 blanques alfil · g8 blanques alfil · a1 blanques alfil · b1 blanques alfil · c1 blanques alfil · d1 blanques alfil · e1 blanques alfil · f1 blanques alfil · g1 blanques alfil · h1 blanques alfil | b8 blanques alfil · c8 blanques alfil · d8 blanques alfil · e8 blanques alfil · f8 blanques alfil · g8 blanques alfil · a1 blanques alfil · b1 blanques alfil · c1 blanques alfil · d1 blanques alfil · e1 blanques alfil · f1 blanques alfil · g1 blanques alfil · h1 blanques alfil | b8 blanques alfil · c8 blanques alfil · d8 blanques alfil · e8 blanques alfil · f8 blanques alfil · g8 blanques alfil · a1 blanques alfil · b1 blanques alfil · c1 blanques alfil · d1 blanques alfil · e1 blanques alfil · f1 blanques alfil · g1 blanques alfil · h1 blanques alfil | b8 blanques alfil · c8 blanques alfil · d8 blanques alfil · e8 blanques alfil · f8 blanques alfil · g8 blanques alfil · a1 blanques alfil · b1 blanques alfil · c1 blanques alfil · d1 blanques alfil · e1 blanques alfil · f1 blanques alfil · g1 blanques alfil · h1 blanques alfil | b8 blanques alfil · c8 blanques alfil · d8 blanques alfil · e8 blanques alfil · f8 blanques alfil · g8 blanques alfil · a1 blanques alfil · b1 blanques alfil · c1 blanques alfil · d1 blanques alfil · e1 blanques alfil · f1 blanques alfil · g1 blanques alfil · h1 blanques alfil | b8 blanques alfil · c8 blanques alfil · d8 blanques alfil · e8 blanques alfil · f8 blanques alfil · g8 blanques alfil · a1 blanques alfil · b1 blanques alfil · c1 blanques alfil · d1 blanques alfil · e1 blanques alfil · f1 blanques alfil · g1 blanques alfil · h1 blanques alfil | 2 |
| 1 | b8 blanques alfil · c8 blanques alfil · d8 blanques alfil · e8 blanques alfil · f8 blanques alfil · g8 blanques alfil · a1 blanques alfil · b1 blanques alfil · c1 blanques alfil · d1 blanques alfil · e1 blanques alfil · f1 blanques alfil · g1 blanques alfil · h1 blanques alfil | b8 blanques alfil · c8 blanques alfil · d8 blanques alfil · e8 blanques alfil · f8 blanques alfil · g8 blanques alfil · a1 blanques alfil · b1 blanques alfil · c1 blanques alfil · d1 blanques alfil · e1 blanques alfil · f1 blanques alfil · g1 blanques alfil · h1 blanques alfil | b8 blanques alfil · c8 blanques alfil · d8 blanques alfil · e8 blanques alfil · f8 blanques alfil · g8 blanques alfil · a1 blanques alfil · b1 blanques alfil · c1 blanques alfil · d1 blanques alfil · e1 blanques alfil · f1 blanques alfil · g1 blanques alfil · h1 blanques alfil | b8 blanques alfil · c8 blanques alfil · d8 blanques alfil · e8 blanques alfil · f8 blanques alfil · g8 blanques alfil · a1 blanques alfil · b1 blanques alfil · c1 blanques alfil · d1 blanques alfil · e1 blanques alfil · f1 blanques alfil · g1 blanques alfil · h1 blanques alfil | b8 blanques alfil · c8 blanques alfil · d8 blanques alfil · e8 blanques alfil · f8 blanques alfil · g8 blanques alfil · a1 blanques alfil · b1 blanques alfil · c1 blanques alfil · d1 blanques alfil · e1 blanques alfil · f1 blanques alfil · g1 blanques alfil · h1 blanques alfil | b8 blanques alfil · c8 blanques alfil · d8 blanques alfil · e8 blanques alfil · f8 blanques alfil · g8 blanques alfil · a1 blanques alfil · b1 blanques alfil · c1 blanques alfil · d1 blanques alfil · e1 blanques alfil · f1 blanques alfil · g1 blanques alfil · h1 blanques alfil | b8 blanques alfil · c8 blanques alfil · d8 blanques alfil · e8 blanques alfil · f8 blanques alfil · g8 blanques alfil · a1 blanques alfil · b1 blanques alfil · c1 blanques alfil · d1 blanques alfil · e1 blanques alfil · f1 blanques alfil · g1 blanques alfil · h1 blanques alfil | b8 blanques alfil · c8 blanques alfil · d8 blanques alfil · e8 blanques alfil · f8 blanques alfil · g8 blanques alfil · a1 blanques alfil · b1 blanques alfil · c1 blanques alfil · d1 blanques alfil · e1 blanques alfil · f1 blanques alfil · g1 blanques alfil · h1 blanques alfil | 1 |
|   | a | b | c | d | e | f | g | h |   |

## Problemes de dominació
Una altra mena de problemes matemàtics d'escacs és el problema de dominació. En aquests problemes cal trobar el nombre mínim de peces de la mena donada, i situar-les al tauler de tal manera, que totes les caselles lliures quedin amenaçades com a mínim per una peça. El nombre mínim de reis per dominar el tauler és 9, dames - 5, torres - 8, alfils - 8, cavalls - 12. Per obtenir 8 torres dominants, hom les pot situar en una de les diagonals principals. Solucions per les altres peces són a continuació.
|   | a | b | c | d | e | f | g | h |   |
| 8 | b8 blanques rei · e8 blanques rei · h8 blanques rei · b5 blanques rei · e5 blanques rei · h5 blanques rei · b2 blanques rei · e2 blanques rei · h2 blanques rei | b8 blanques rei · e8 blanques rei · h8 blanques rei · b5 blanques rei · e5 blanques rei · h5 blanques rei · b2 blanques rei · e2 blanques rei · h2 blanques rei | b8 blanques rei · e8 blanques rei · h8 blanques rei · b5 blanques rei · e5 blanques rei · h5 blanques rei · b2 blanques rei · e2 blanques rei · h2 blanques rei | b8 blanques rei · e8 blanques rei · h8 blanques rei · b5 blanques rei · e5 blanques rei · h5 blanques rei · b2 blanques rei · e2 blanques rei · h2 blanques rei | b8 blanques rei · e8 blanques rei · h8 blanques rei · b5 blanques rei · e5 blanques rei · h5 blanques rei · b2 blanques rei · e2 blanques rei · h2 blanques rei | b8 blanques rei · e8 blanques rei · h8 blanques rei · b5 blanques rei · e5 blanques rei · h5 blanques rei · b2 blanques rei · e2 blanques rei · h2 blanques rei | b8 blanques rei · e8 blanques rei · h8 blanques rei · b5 blanques rei · e5 blanques rei · h5 blanques rei · b2 blanques rei · e2 blanques rei · h2 blanques rei | b8 blanques rei · e8 blanques rei · h8 blanques rei · b5 blanques rei · e5 blanques rei · h5 blanques rei · b2 blanques rei · e2 blanques rei · h2 blanques rei | 8 |
| 7 | b8 blanques rei · e8 blanques rei · h8 blanques rei · b5 blanques rei · e5 blanques rei · h5 blanques rei · b2 blanques rei · e2 blanques rei · h2 blanques rei | b8 blanques rei · e8 blanques rei · h8 blanques rei · b5 blanques rei · e5 blanques rei · h5 blanques rei · b2 blanques rei · e2 blanques rei · h2 blanques rei | b8 blanques rei · e8 blanques rei · h8 blanques rei · b5 blanques rei · e5 blanques rei · h5 blanques rei · b2 blanques rei · e2 blanques rei · h2 blanques rei | b8 blanques rei · e8 blanques rei · h8 blanques rei · b5 blanques rei · e5 blanques rei · h5 blanques rei · b2 blanques rei · e2 blanques rei · h2 blanques rei | b8 blanques rei · e8 blanques rei · h8 blanques rei · b5 blanques rei · e5 blanques rei · h5 blanques rei · b2 blanques rei · e2 blanques rei · h2 blanques rei | b8 blanques rei · e8 blanques rei · h8 blanques rei · b5 blanques rei · e5 blanques rei · h5 blanques rei · b2 blanques rei · e2 blanques rei · h2 blanques rei | b8 blanques rei · e8 blanques rei · h8 blanques rei · b5 blanques rei · e5 blanques rei · h5 blanques rei · b2 blanques rei · e2 blanques rei · h2 blanques rei | b8 blanques rei · e8 blanques rei · h8 blanques rei · b5 blanques rei · e5 blanques rei · h5 blanques rei · b2 blanques rei · e2 blanques rei · h2 blanques rei | 7 |
| 6 | b8 blanques rei · e8 blanques rei · h8 blanques rei · b5 blanques rei · e5 blanques rei · h5 blanques rei · b2 blanques rei · e2 blanques rei · h2 blanques rei | b8 blanques rei · e8 blanques rei · h8 blanques rei · b5 blanques rei · e5 blanques rei · h5 blanques rei · b2 blanques rei · e2 blanques rei · h2 blanques rei | b8 blanques rei · e8 blanques rei · h8 blanques rei · b5 blanques rei · e5 blanques rei · h5 blanques rei · b2 blanques rei · e2 blanques rei · h2 blanques rei | b8 blanques rei · e8 blanques rei · h8 blanques rei · b5 blanques rei · e5 blanques rei · h5 blanques rei · b2 blanques rei · e2 blanques rei · h2 blanques rei | b8 blanques rei · e8 blanques rei · h8 blanques rei · b5 blanques rei · e5 blanques rei · h5 blanques rei · b2 blanques rei · e2 blanques rei · h2 blanques rei | b8 blanques rei · e8 blanques rei · h8 blanques rei · b5 blanques rei · e5 blanques rei · h5 blanques rei · b2 blanques rei · e2 blanques rei · h2 blanques rei | b8 blanques rei · e8 blanques rei · h8 blanques rei · b5 blanques rei · e5 blanques rei · h5 blanques rei · b2 blanques rei · e2 blanques rei · h2 blanques rei | b8 blanques rei · e8 blanques rei · h8 blanques rei · b5 blanques rei · e5 blanques rei · h5 blanques rei · b2 blanques rei · e2 blanques rei · h2 blanques rei | 6 |
| 5 | b8 blanques rei · e8 blanques rei · h8 blanques rei · b5 blanques rei · e5 blanques rei · h5 blanques rei · b2 blanques rei · e2 blanques rei · h2 blanques rei | b8 blanques rei · e8 blanques rei · h8 blanques rei · b5 blanques rei · e5 blanques rei · h5 blanques rei · b2 blanques rei · e2 blanques rei · h2 blanques rei | b8 blanques rei · e8 blanques rei · h8 blanques rei · b5 blanques rei · e5 blanques rei · h5 blanques rei · b2 blanques rei · e2 blanques rei · h2 blanques rei | b8 blanques rei · e8 blanques rei · h8 blanques rei · b5 blanques rei · e5 blanques rei · h5 blanques rei · b2 blanques rei · e2 blanques rei · h2 blanques rei | b8 blanques rei · e8 blanques rei · h8 blanques rei · b5 blanques rei · e5 blanques rei · h5 blanques rei · b2 blanques rei · e2 blanques rei · h2 blanques rei | b8 blanques rei · e8 blanques rei · h8 blanques rei · b5 blanques rei · e5 blanques rei · h5 blanques rei · b2 blanques rei · e2 blanques rei · h2 blanques rei | b8 blanques rei · e8 blanques rei · h8 blanques rei · b5 blanques rei · e5 blanques rei · h5 blanques rei · b2 blanques rei · e2 blanques rei · h2 blanques rei | b8 blanques rei · e8 blanques rei · h8 blanques rei · b5 blanques rei · e5 blanques rei · h5 blanques rei · b2 blanques rei · e2 blanques rei · h2 blanques rei | 5 |
| 4 | b8 blanques rei · e8 blanques rei · h8 blanques rei · b5 blanques rei · e5 blanques rei · h5 blanques rei · b2 blanques rei · e2 blanques rei · h2 blanques rei | b8 blanques rei · e8 blanques rei · h8 blanques rei · b5 blanques rei · e5 blanques rei · h5 blanques rei · b2 blanques rei · e2 blanques rei · h2 blanques rei | b8 blanques rei · e8 blanques rei · h8 blanques rei · b5 blanques rei · e5 blanques rei · h5 blanques rei · b2 blanques rei · e2 blanques rei · h2 blanques rei | b8 blanques rei · e8 blanques rei · h8 blanques rei · b5 blanques rei · e5 blanques rei · h5 blanques rei · b2 blanques rei · e2 blanques rei · h2 blanques rei | b8 blanques rei · e8 blanques rei · h8 blanques rei · b5 blanques rei · e5 blanques rei · h5 blanques rei · b2 blanques rei · e2 blanques rei · h2 blanques rei | b8 blanques rei · e8 blanques rei · h8 blanques rei · b5 blanques rei · e5 blanques rei · h5 blanques rei · b2 blanques rei · e2 blanques rei · h2 blanques rei | b8 blanques rei · e8 blanques rei · h8 blanques rei · b5 blanques rei · e5 blanques rei · h5 blanques rei · b2 blanques rei · e2 blanques rei · h2 blanques rei | b8 blanques rei · e8 blanques rei · h8 blanques rei · b5 blanques rei · e5 blanques rei · h5 blanques rei · b2 blanques rei · e2 blanques rei · h2 blanques rei | 4 |
| 3 | b8 blanques rei · e8 blanques rei · h8 blanques rei · b5 blanques rei · e5 blanques rei · h5 blanques rei · b2 blanques rei · e2 blanques rei · h2 blanques rei | b8 blanques rei · e8 blanques rei · h8 blanques rei · b5 blanques rei · e5 blanques rei · h5 blanques rei · b2 blanques rei · e2 blanques rei · h2 blanques rei | b8 blanques rei · e8 blanques rei · h8 blanques rei · b5 blanques rei · e5 blanques rei · h5 blanques rei · b2 blanques rei · e2 blanques rei · h2 blanques rei | b8 blanques rei · e8 blanques rei · h8 blanques rei · b5 blanques rei · e5 blanques rei · h5 blanques rei · b2 blanques rei · e2 blanques rei · h2 blanques rei | b8 blanques rei · e8 blanques rei · h8 blanques rei · b5 blanques rei · e5 blanques rei · h5 blanques rei · b2 blanques rei · e2 blanques rei · h2 blanques rei | b8 blanques rei · e8 blanques rei · h8 blanques rei · b5 blanques rei · e5 blanques rei · h5 blanques rei · b2 blanques rei · e2 blanques rei · h2 blanques rei | b8 blanques rei · e8 blanques rei · h8 blanques rei · b5 blanques rei · e5 blanques rei · h5 blanques rei · b2 blanques rei · e2 blanques rei · h2 blanques rei | b8 blanques rei · e8 blanques rei · h8 blanques rei · b5 blanques rei · e5 blanques rei · h5 blanques rei · b2 blanques rei · e2 blanques rei · h2 blanques rei | 3 |
| 2 | b8 blanques rei · e8 blanques rei · h8 blanques rei · b5 blanques rei · e5 blanques rei · h5 blanques rei · b2 blanques rei · e2 blanques rei · h2 blanques rei | b8 blanques rei · e8 blanques rei · h8 blanques rei · b5 blanques rei · e5 blanques rei · h5 blanques rei · b2 blanques rei · e2 blanques rei · h2 blanques rei | b8 blanques rei · e8 blanques rei · h8 blanques rei · b5 blanques rei · e5 blanques rei · h5 blanques rei · b2 blanques rei · e2 blanques rei · h2 blanques rei | b8 blanques rei · e8 blanques rei · h8 blanques rei · b5 blanques rei · e5 blanques rei · h5 blanques rei · b2 blanques rei · e2 blanques rei · h2 blanques rei | b8 blanques rei · e8 blanques rei · h8 blanques rei · b5 blanques rei · e5 blanques rei · h5 blanques rei · b2 blanques rei · e2 blanques rei · h2 blanques rei | b8 blanques rei · e8 blanques rei · h8 blanques rei · b5 blanques rei · e5 blanques rei · h5 blanques rei · b2 blanques rei · e2 blanques rei · h2 blanques rei | b8 blanques rei · e8 blanques rei · h8 blanques rei · b5 blanques rei · e5 blanques rei · h5 blanques rei · b2 blanques rei · e2 blanques rei · h2 blanques rei | b8 blanques rei · e8 blanques rei · h8 blanques rei · b5 blanques rei · e5 blanques rei · h5 blanques rei · b2 blanques rei · e2 blanques rei · h2 blanques rei | 2 |
| 1 | b8 blanques rei · e8 blanques rei · h8 blanques rei · b5 blanques rei · e5 blanques rei · h5 blanques rei · b2 blanques rei · e2 blanques rei · h2 blanques rei | b8 blanques rei · e8 blanques rei · h8 blanques rei · b5 blanques rei · e5 blanques rei · h5 blanques rei · b2 blanques rei · e2 blanques rei · h2 blanques rei | b8 blanques rei · e8 blanques rei · h8 blanques rei · b5 blanques rei · e5 blanques rei · h5 blanques rei · b2 blanques rei · e2 blanques rei · h2 blanques rei | b8 blanques rei · e8 blanques rei · h8 blanques rei · b5 blanques rei · e5 blanques rei · h5 blanques rei · b2 blanques rei · e2 blanques rei · h2 blanques rei | b8 blanques rei · e8 blanques rei · h8 blanques rei · b5 blanques rei · e5 blanques rei · h5 blanques rei · b2 blanques rei · e2 blanques rei · h2 blanques rei | b8 blanques rei · e8 blanques rei · h8 blanques rei · b5 blanques rei · e5 blanques rei · h5 blanques rei · b2 blanques rei · e2 blanques rei · h2 blanques rei | b8 blanques rei · e8 blanques rei · h8 blanques rei · b5 blanques rei · e5 blanques rei · h5 blanques rei · b2 blanques rei · e2 blanques rei · h2 blanques rei | b8 blanques rei · e8 blanques rei · h8 blanques rei · b5 blanques rei · e5 blanques rei · h5 blanques rei · b2 blanques rei · e2 blanques rei · h2 blanques rei | 1 |
|   | a | b | c | d | e | f | g | h |   |

|   | a                                                                                            | b                                                                                            | c                                                                                            | d                                                                                            | e                                                                                            | f                                                                                            | g                                                                                            | h                                                                                            |   |
| 8 | f7 blanques dama · c6 blanques dama · e5 blanques dama · g4 blanques dama · d3 blanques dama | f7 blanques dama · c6 blanques dama · e5 blanques dama · g4 blanques dama · d3 blanques dama | f7 blanques dama · c6 blanques dama · e5 blanques dama · g4 blanques dama · d3 blanques dama | f7 blanques dama · c6 blanques dama · e5 blanques dama · g4 blanques dama · d3 blanques dama | f7 blanques dama · c6 blanques dama · e5 blanques dama · g4 blanques dama · d3 blanques dama | f7 blanques dama · c6 blanques dama · e5 blanques dama · g4 blanques dama · d3 blanques dama | f7 blanques dama · c6 blanques dama · e5 blanques dama · g4 blanques dama · d3 blanques dama | f7 blanques dama · c6 blanques dama · e5 blanques dama · g4 blanques dama · d3 blanques dama | 8 |
| 7 | f7 blanques dama · c6 blanques dama · e5 blanques dama · g4 blanques dama · d3 blanques dama | f7 blanques dama · c6 blanques dama · e5 blanques dama · g4 blanques dama · d3 blanques dama | f7 blanques dama · c6 blanques dama · e5 blanques dama · g4 blanques dama · d3 blanques dama | f7 blanques dama · c6 blanques dama · e5 blanques dama · g4 blanques dama · d3 blanques dama | f7 blanques dama · c6 blanques dama · e5 blanques dama · g4 blanques dama · d3 blanques dama | f7 blanques dama · c6 blanques dama · e5 blanques dama · g4 blanques dama · d3 blanques dama | f7 blanques dama · c6 blanques dama · e5 blanques dama · g4 blanques dama · d3 blanques dama | f7 blanques dama · c6 blanques dama · e5 blanques dama · g4 blanques dama · d3 blanques dama | 7 |
| 6 | f7 blanques dama · c6 blanques dama · e5 blanques dama · g4 blanques dama · d3 blanques dama | f7 blanques dama · c6 blanques dama · e5 blanques dama · g4 blanques dama · d3 blanques dama | f7 blanques dama · c6 blanques dama · e5 blanques dama · g4 blanques dama · d3 blanques dama | f7 blanques dama · c6 blanques dama · e5 blanques dama · g4 blanques dama · d3 blanques dama | f7 blanques dama · c6 blanques dama · e5 blanques dama · g4 blanques dama · d3 blanques dama | f7 blanques dama · c6 blanques dama · e5 blanques dama · g4 blanques dama · d3 blanques dama | f7 blanques dama · c6 blanques dama · e5 blanques dama · g4 blanques dama · d3 blanques dama | f7 blanques dama · c6 blanques dama · e5 blanques dama · g4 blanques dama · d3 blanques dama | 6 |
| 5 | f7 blanques dama · c6 blanques dama · e5 blanques dama · g4 blanques dama · d3 blanques dama | f7 blanques dama · c6 blanques dama · e5 blanques dama · g4 blanques dama · d3 blanques dama | f7 blanques dama · c6 blanques dama · e5 blanques dama · g4 blanques dama · d3 blanques dama | f7 blanques dama · c6 blanques dama · e5 blanques dama · g4 blanques dama · d3 blanques dama | f7 blanques dama · c6 blanques dama · e5 blanques dama · g4 blanques dama · d3 blanques dama | f7 blanques dama · c6 blanques dama · e5 blanques dama · g4 blanques dama · d3 blanques dama | f7 blanques dama · c6 blanques dama · e5 blanques dama · g4 blanques dama · d3 blanques dama | f7 blanques dama · c6 blanques dama · e5 blanques dama · g4 blanques dama · d3 blanques dama | 5 |
| 4 | f7 blanques dama · c6 blanques dama · e5 blanques dama · g4 blanques dama · d3 blanques dama | f7 blanques dama · c6 blanques dama · e5 blanques dama · g4 blanques dama · d3 blanques dama | f7 blanques dama · c6 blanques dama · e5 blanques dama · g4 blanques dama · d3 blanques dama | f7 blanques dama · c6 blanques dama · e5 blanques dama · g4 blanques dama · d3 blanques dama | f7 blanques dama · c6 blanques dama · e5 blanques dama · g4 blanques dama · d3 blanques dama | f7 blanques dama · c6 blanques dama · e5 blanques dama · g4 blanques dama · d3 blanques dama | f7 blanques dama · c6 blanques dama · e5 blanques dama · g4 blanques dama · d3 blanques dama | f7 blanques dama · c6 blanques dama · e5 blanques dama · g4 blanques dama · d3 blanques dama | 4 |
| 3 | f7 blanques dama · c6 blanques dama · e5 blanques dama · g4 blanques dama · d3 blanques dama | f7 blanques dama · c6 blanques dama · e5 blanques dama · g4 blanques dama · d3 blanques dama | f7 blanques dama · c6 blanques dama · e5 blanques dama · g4 blanques dama · d3 blanques dama | f7 blanques dama · c6 blanques dama · e5 blanques dama · g4 blanques dama · d3 blanques dama | f7 blanques dama · c6 blanques dama · e5 blanques dama · g4 blanques dama · d3 blanques dama | f7 blanques dama · c6 blanques dama · e5 blanques dama · g4 blanques dama · d3 blanques dama | f7 blanques dama · c6 blanques dama · e5 blanques dama · g4 blanques dama · d3 blanques dama | f7 blanques dama · c6 blanques dama · e5 blanques dama · g4 blanques dama · d3 blanques dama | 3 |
| 2 | f7 blanques dama · c6 blanques dama · e5 blanques dama · g4 blanques dama · d3 blanques dama | f7 blanques dama · c6 blanques dama · e5 blanques dama · g4 blanques dama · d3 blanques dama | f7 blanques dama · c6 blanques dama · e5 blanques dama · g4 blanques dama · d3 blanques dama | f7 blanques dama · c6 blanques dama · e5 blanques dama · g4 blanques dama · d3 blanques dama | f7 blanques dama · c6 blanques dama · e5 blanques dama · g4 blanques dama · d3 blanques dama | f7 blanques dama · c6 blanques dama · e5 blanques dama · g4 blanques dama · d3 blanques dama | f7 blanques dama · c6 blanques dama · e5 blanques dama · g4 blanques dama · d3 blanques dama | f7 blanques dama · c6 blanques dama · e5 blanques dama · g4 blanques dama · d3 blanques dama | 2 |
| 1 | f7 blanques dama · c6 blanques dama · e5 blanques dama · g4 blanques dama · d3 blanques dama | f7 blanques dama · c6 blanques dama · e5 blanques dama · g4 blanques dama · d3 blanques dama | f7 blanques dama · c6 blanques dama · e5 blanques dama · g4 blanques dama · d3 blanques dama | f7 blanques dama · c6 blanques dama · e5 blanques dama · g4 blanques dama · d3 blanques dama | f7 blanques dama · c6 blanques dama · e5 blanques dama · g4 blanques dama · d3 blanques dama | f7 blanques dama · c6 blanques dama · e5 blanques dama · g4 blanques dama · d3 blanques dama | f7 blanques dama · c6 blanques dama · e5 blanques dama · g4 blanques dama · d3 blanques dama | f7 blanques dama · c6 blanques dama · e5 blanques dama · g4 blanques dama · d3 blanques dama | 1 |
|   | a                                                                                            | b                                                                                            | c                                                                                            | d                                                                                            | e                                                                                            | f                                                                                            | g                                                                                            | h                                                                                            |   |

|   | a | b | c | d | e | f | g | h |   |
| 8 | d8 blanques alfil · d7 blanques alfil · d6 blanques alfil · d5 blanques alfil · d4 blanques alfil · d3 blanques alfil · d2 blanques alfil · d1 blanques alfil | d8 blanques alfil · d7 blanques alfil · d6 blanques alfil · d5 blanques alfil · d4 blanques alfil · d3 blanques alfil · d2 blanques alfil · d1 blanques alfil | d8 blanques alfil · d7 blanques alfil · d6 blanques alfil · d5 blanques alfil · d4 blanques alfil · d3 blanques alfil · d2 blanques alfil · d1 blanques alfil | d8 blanques alfil · d7 blanques alfil · d6 blanques alfil · d5 blanques alfil · d4 blanques alfil · d3 blanques alfil · d2 blanques alfil · d1 blanques alfil | d8 blanques alfil · d7 blanques alfil · d6 blanques alfil · d5 blanques alfil · d4 blanques alfil · d3 blanques alfil · d2 blanques alfil · d1 blanques alfil | d8 blanques alfil · d7 blanques alfil · d6 blanques alfil · d5 blanques alfil · d4 blanques alfil · d3 blanques alfil · d2 blanques alfil · d1 blanques alfil | d8 blanques alfil · d7 blanques alfil · d6 blanques alfil · d5 blanques alfil · d4 blanques alfil · d3 blanques alfil · d2 blanques alfil · d1 blanques alfil | d8 blanques alfil · d7 blanques alfil · d6 blanques alfil · d5 blanques alfil · d4 blanques alfil · d3 blanques alfil · d2 blanques alfil · d1 blanques alfil | 8 |
| 7 | d8 blanques alfil · d7 blanques alfil · d6 blanques alfil · d5 blanques alfil · d4 blanques alfil · d3 blanques alfil · d2 blanques alfil · d1 blanques alfil | d8 blanques alfil · d7 blanques alfil · d6 blanques alfil · d5 blanques alfil · d4 blanques alfil · d3 blanques alfil · d2 blanques alfil · d1 blanques alfil | d8 blanques alfil · d7 blanques alfil · d6 blanques alfil · d5 blanques alfil · d4 blanques alfil · d3 blanques alfil · d2 blanques alfil · d1 blanques alfil | d8 blanques alfil · d7 blanques alfil · d6 blanques alfil · d5 blanques alfil · d4 blanques alfil · d3 blanques alfil · d2 blanques alfil · d1 blanques alfil | d8 blanques alfil · d7 blanques alfil · d6 blanques alfil · d5 blanques alfil · d4 blanques alfil · d3 blanques alfil · d2 blanques alfil · d1 blanques alfil | d8 blanques alfil · d7 blanques alfil · d6 blanques alfil · d5 blanques alfil · d4 blanques alfil · d3 blanques alfil · d2 blanques alfil · d1 blanques alfil | d8 blanques alfil · d7 blanques alfil · d6 blanques alfil · d5 blanques alfil · d4 blanques alfil · d3 blanques alfil · d2 blanques alfil · d1 blanques alfil | d8 blanques alfil · d7 blanques alfil · d6 blanques alfil · d5 blanques alfil · d4 blanques alfil · d3 blanques alfil · d2 blanques alfil · d1 blanques alfil | 7 |
| 6 | d8 blanques alfil · d7 blanques alfil · d6 blanques alfil · d5 blanques alfil · d4 blanques alfil · d3 blanques alfil · d2 blanques alfil · d1 blanques alfil | d8 blanques alfil · d7 blanques alfil · d6 blanques alfil · d5 blanques alfil · d4 blanques alfil · d3 blanques alfil · d2 blanques alfil · d1 blanques alfil | d8 blanques alfil · d7 blanques alfil · d6 blanques alfil · d5 blanques alfil · d4 blanques alfil · d3 blanques alfil · d2 blanques alfil · d1 blanques alfil | d8 blanques alfil · d7 blanques alfil · d6 blanques alfil · d5 blanques alfil · d4 blanques alfil · d3 blanques alfil · d2 blanques alfil · d1 blanques alfil | d8 blanques alfil · d7 blanques alfil · d6 blanques alfil · d5 blanques alfil · d4 blanques alfil · d3 blanques alfil · d2 blanques alfil · d1 blanques alfil | d8 blanques alfil · d7 blanques alfil · d6 blanques alfil · d5 blanques alfil · d4 blanques alfil · d3 blanques alfil · d2 blanques alfil · d1 blanques alfil | d8 blanques alfil · d7 blanques alfil · d6 blanques alfil · d5 blanques alfil · d4 blanques alfil · d3 blanques alfil · d2 blanques alfil · d1 blanques alfil | d8 blanques alfil · d7 blanques alfil · d6 blanques alfil · d5 blanques alfil · d4 blanques alfil · d3 blanques alfil · d2 blanques alfil · d1 blanques alfil | 6 |
| 5 | d8 blanques alfil · d7 blanques alfil · d6 blanques alfil · d5 blanques alfil · d4 blanques alfil · d3 blanques alfil · d2 blanques alfil · d1 blanques alfil | d8 blanques alfil · d7 blanques alfil · d6 blanques alfil · d5 blanques alfil · d4 blanques alfil · d3 blanques alfil · d2 blanques alfil · d1 blanques alfil | d8 blanques alfil · d7 blanques alfil · d6 blanques alfil · d5 blanques alfil · d4 blanques alfil · d3 blanques alfil · d2 blanques alfil · d1 blanques alfil | d8 blanques alfil · d7 blanques alfil · d6 blanques alfil · d5 blanques alfil · d4 blanques alfil · d3 blanques alfil · d2 blanques alfil · d1 blanques alfil | d8 blanques alfil · d7 blanques alfil · d6 blanques alfil · d5 blanques alfil · d4 blanques alfil · d3 blanques alfil · d2 blanques alfil · d1 blanques alfil | d8 blanques alfil · d7 blanques alfil · d6 blanques alfil · d5 blanques alfil · d4 blanques alfil · d3 blanques alfil · d2 blanques alfil · d1 blanques alfil | d8 blanques alfil · d7 blanques alfil · d6 blanques alfil · d5 blanques alfil · d4 blanques alfil · d3 blanques alfil · d2 blanques alfil · d1 blanques alfil | d8 blanques alfil · d7 blanques alfil · d6 blanques alfil · d5 blanques alfil · d4 blanques alfil · d3 blanques alfil · d2 blanques alfil · d1 blanques alfil | 5 |
| 4 | d8 blanques alfil · d7 blanques alfil · d6 blanques alfil · d5 blanques alfil · d4 blanques alfil · d3 blanques alfil · d2 blanques alfil · d1 blanques alfil | d8 blanques alfil · d7 blanques alfil · d6 blanques alfil · d5 blanques alfil · d4 blanques alfil · d3 blanques alfil · d2 blanques alfil · d1 blanques alfil | d8 blanques alfil · d7 blanques alfil · d6 blanques alfil · d5 blanques alfil · d4 blanques alfil · d3 blanques alfil · d2 blanques alfil · d1 blanques alfil | d8 blanques alfil · d7 blanques alfil · d6 blanques alfil · d5 blanques alfil · d4 blanques alfil · d3 blanques alfil · d2 blanques alfil · d1 blanques alfil | d8 blanques alfil · d7 blanques alfil · d6 blanques alfil · d5 blanques alfil · d4 blanques alfil · d3 blanques alfil · d2 blanques alfil · d1 blanques alfil | d8 blanques alfil · d7 blanques alfil · d6 blanques alfil · d5 blanques alfil · d4 blanques alfil · d3 blanques alfil · d2 blanques alfil · d1 blanques alfil | d8 blanques alfil · d7 blanques alfil · d6 blanques alfil · d5 blanques alfil · d4 blanques alfil · d3 blanques alfil · d2 blanques alfil · d1 blanques alfil | d8 blanques alfil · d7 blanques alfil · d6 blanques alfil · d5 blanques alfil · d4 blanques alfil · d3 blanques alfil · d2 blanques alfil · d1 blanques alfil | 4 |
| 3 | d8 blanques alfil · d7 blanques alfil · d6 blanques alfil · d5 blanques alfil · d4 blanques alfil · d3 blanques alfil · d2 blanques alfil · d1 blanques alfil | d8 blanques alfil · d7 blanques alfil · d6 blanques alfil · d5 blanques alfil · d4 blanques alfil · d3 blanques alfil · d2 blanques alfil · d1 blanques alfil | d8 blanques alfil · d7 blanques alfil · d6 blanques alfil · d5 blanques alfil · d4 blanques alfil · d3 blanques alfil · d2 blanques alfil · d1 blanques alfil | d8 blanques alfil · d7 blanques alfil · d6 blanques alfil · d5 blanques alfil · d4 blanques alfil · d3 blanques alfil · d2 blanques alfil · d1 blanques alfil | d8 blanques alfil · d7 blanques alfil · d6 blanques alfil · d5 blanques alfil · d4 blanques alfil · d3 blanques alfil · d2 blanques alfil · d1 blanques alfil | d8 blanques alfil · d7 blanques alfil · d6 blanques alfil · d5 blanques alfil · d4 blanques alfil · d3 blanques alfil · d2 blanques alfil · d1 blanques alfil | d8 blanques alfil · d7 blanques alfil · d6 blanques alfil · d5 blanques alfil · d4 blanques alfil · d3 blanques alfil · d2 blanques alfil · d1 blanques alfil | d8 blanques alfil · d7 blanques alfil · d6 blanques alfil · d5 blanques alfil · d4 blanques alfil · d3 blanques alfil · d2 blanques alfil · d1 blanques alfil | 3 |
| 2 | d8 blanques alfil · d7 blanques alfil · d6 blanques alfil · d5 blanques alfil · d4 blanques alfil · d3 blanques alfil · d2 blanques alfil · d1 blanques alfil | d8 blanques alfil · d7 blanques alfil · d6 blanques alfil · d5 blanques alfil · d4 blanques alfil · d3 blanques alfil · d2 blanques alfil · d1 blanques alfil | d8 blanques alfil · d7 blanques alfil · d6 blanques alfil · d5 blanques alfil · d4 blanques alfil · d3 blanques alfil · d2 blanques alfil · d1 blanques alfil | d8 blanques alfil · d7 blanques alfil · d6 blanques alfil · d5 blanques alfil · d4 blanques alfil · d3 blanques alfil · d2 blanques alfil · d1 blanques alfil | d8 blanques alfil · d7 blanques alfil · d6 blanques alfil · d5 blanques alfil · d4 blanques alfil · d3 blanques alfil · d2 blanques alfil · d1 blanques alfil | d8 blanques alfil · d7 blanques alfil · d6 blanques alfil · d5 blanques alfil · d4 blanques alfil · d3 blanques alfil · d2 blanques alfil · d1 blanques alfil | d8 blanques alfil · d7 blanques alfil · d6 blanques alfil · d5 blanques alfil · d4 blanques alfil · d3 blanques alfil · d2 blanques alfil · d1 blanques alfil | d8 blanques alfil · d7 blanques alfil · d6 blanques alfil · d5 blanques alfil · d4 blanques alfil · d3 blanques alfil · d2 blanques alfil · d1 blanques alfil | 2 |
| 1 | d8 blanques alfil · d7 blanques alfil · d6 blanques alfil · d5 blanques alfil · d4 blanques alfil · d3 blanques alfil · d2 blanques alfil · d1 blanques alfil | d8 blanques alfil · d7 blanques alfil · d6 blanques alfil · d5 blanques alfil · d4 blanques alfil · d3 blanques alfil · d2 blanques alfil · d1 blanques alfil | d8 blanques alfil · d7 blanques alfil · d6 blanques alfil · d5 blanques alfil · d4 blanques alfil · d3 blanques alfil · d2 blanques alfil · d1 blanques alfil | d8 blanques alfil · d7 blanques alfil · d6 blanques alfil · d5 blanques alfil · d4 blanques alfil · d3 blanques alfil · d2 blanques alfil · d1 blanques alfil | d8 blanques alfil · d7 blanques alfil · d6 blanques alfil · d5 blanques alfil · d4 blanques alfil · d3 blanques alfil · d2 blanques alfil · d1 blanques alfil | d8 blanques alfil · d7 blanques alfil · d6 blanques alfil · d5 blanques alfil · d4 blanques alfil · d3 blanques alfil · d2 blanques alfil · d1 blanques alfil | d8 blanques alfil · d7 blanques alfil · d6 blanques alfil · d5 blanques alfil · d4 blanques alfil · d3 blanques alfil · d2 blanques alfil · d1 blanques alfil | d8 blanques alfil · d7 blanques alfil · d6 blanques alfil · d5 blanques alfil · d4 blanques alfil · d3 blanques alfil · d2 blanques alfil · d1 blanques alfil | 1 |
|   | a | b | c | d | e | f | g | h |   |

|   | a | b | c | d | e | f | g | h |   |
| 8 | f7 blanques cavall · b6 blanques cavall · c6 blanques cavall · e6 blanques cavall · f6 blanques cavall · c5 blanques cavall · f4 blanques cavall · c3 blanques cavall · d3 blanques cavall · f3 blanques cavall · g3 blanques cavall · c2 blanques cavall | f7 blanques cavall · b6 blanques cavall · c6 blanques cavall · e6 blanques cavall · f6 blanques cavall · c5 blanques cavall · f4 blanques cavall · c3 blanques cavall · d3 blanques cavall · f3 blanques cavall · g3 blanques cavall · c2 blanques cavall | f7 blanques cavall · b6 blanques cavall · c6 blanques cavall · e6 blanques cavall · f6 blanques cavall · c5 blanques cavall · f4 blanques cavall · c3 blanques cavall · d3 blanques cavall · f3 blanques cavall · g3 blanques cavall · c2 blanques cavall | f7 blanques cavall · b6 blanques cavall · c6 blanques cavall · e6 blanques cavall · f6 blanques cavall · c5 blanques cavall · f4 blanques cavall · c3 blanques cavall · d3 blanques cavall · f3 blanques cavall · g3 blanques cavall · c2 blanques cavall | f7 blanques cavall · b6 blanques cavall · c6 blanques cavall · e6 blanques cavall · f6 blanques cavall · c5 blanques cavall · f4 blanques cavall · c3 blanques cavall · d3 blanques cavall · f3 blanques cavall · g3 blanques cavall · c2 blanques cavall | f7 blanques cavall · b6 blanques cavall · c6 blanques cavall · e6 blanques cavall · f6 blanques cavall · c5 blanques cavall · f4 blanques cavall · c3 blanques cavall · d3 blanques cavall · f3 blanques cavall · g3 blanques cavall · c2 blanques cavall | f7 blanques cavall · b6 blanques cavall · c6 blanques cavall · e6 blanques cavall · f6 blanques cavall · c5 blanques cavall · f4 blanques cavall · c3 blanques cavall · d3 blanques cavall · f3 blanques cavall · g3 blanques cavall · c2 blanques cavall | f7 blanques cavall · b6 blanques cavall · c6 blanques cavall · e6 blanques cavall · f6 blanques cavall · c5 blanques cavall · f4 blanques cavall · c3 blanques cavall · d3 blanques cavall · f3 blanques cavall · g3 blanques cavall · c2 blanques cavall | 8 |
| 7 | f7 blanques cavall · b6 blanques cavall · c6 blanques cavall · e6 blanques cavall · f6 blanques cavall · c5 blanques cavall · f4 blanques cavall · c3 blanques cavall · d3 blanques cavall · f3 blanques cavall · g3 blanques cavall · c2 blanques cavall | f7 blanques cavall · b6 blanques cavall · c6 blanques cavall · e6 blanques cavall · f6 blanques cavall · c5 blanques cavall · f4 blanques cavall · c3 blanques cavall · d3 blanques cavall · f3 blanques cavall · g3 blanques cavall · c2 blanques cavall | f7 blanques cavall · b6 blanques cavall · c6 blanques cavall · e6 blanques cavall · f6 blanques cavall · c5 blanques cavall · f4 blanques cavall · c3 blanques cavall · d3 blanques cavall · f3 blanques cavall · g3 blanques cavall · c2 blanques cavall | f7 blanques cavall · b6 blanques cavall · c6 blanques cavall · e6 blanques cavall · f6 blanques cavall · c5 blanques cavall · f4 blanques cavall · c3 blanques cavall · d3 blanques cavall · f3 blanques cavall · g3 blanques cavall · c2 blanques cavall | f7 blanques cavall · b6 blanques cavall · c6 blanques cavall · e6 blanques cavall · f6 blanques cavall · c5 blanques cavall · f4 blanques cavall · c3 blanques cavall · d3 blanques cavall · f3 blanques cavall · g3 blanques cavall · c2 blanques cavall | f7 blanques cavall · b6 blanques cavall · c6 blanques cavall · e6 blanques cavall · f6 blanques cavall · c5 blanques cavall · f4 blanques cavall · c3 blanques cavall · d3 blanques cavall · f3 blanques cavall · g3 blanques cavall · c2 blanques cavall | f7 blanques cavall · b6 blanques cavall · c6 blanques cavall · e6 blanques cavall · f6 blanques cavall · c5 blanques cavall · f4 blanques cavall · c3 blanques cavall · d3 blanques cavall · f3 blanques cavall · g3 blanques cavall · c2 blanques cavall | f7 blanques cavall · b6 blanques cavall · c6 blanques cavall · e6 blanques cavall · f6 blanques cavall · c5 blanques cavall · f4 blanques cavall · c3 blanques cavall · d3 blanques cavall · f3 blanques cavall · g3 blanques cavall · c2 blanques cavall | 7 |
| 6 | f7 blanques cavall · b6 blanques cavall · c6 blanques cavall · e6 blanques cavall · f6 blanques cavall · c5 blanques cavall · f4 blanques cavall · c3 blanques cavall · d3 blanques cavall · f3 blanques cavall · g3 blanques cavall · c2 blanques cavall | f7 blanques cavall · b6 blanques cavall · c6 blanques cavall · e6 blanques cavall · f6 blanques cavall · c5 blanques cavall · f4 blanques cavall · c3 blanques cavall · d3 blanques cavall · f3 blanques cavall · g3 blanques cavall · c2 blanques cavall | f7 blanques cavall · b6 blanques cavall · c6 blanques cavall · e6 blanques cavall · f6 blanques cavall · c5 blanques cavall · f4 blanques cavall · c3 blanques cavall · d3 blanques cavall · f3 blanques cavall · g3 blanques cavall · c2 blanques cavall | f7 blanques cavall · b6 blanques cavall · c6 blanques cavall · e6 blanques cavall · f6 blanques cavall · c5 blanques cavall · f4 blanques cavall · c3 blanques cavall · d3 blanques cavall · f3 blanques cavall · g3 blanques cavall · c2 blanques cavall | f7 blanques cavall · b6 blanques cavall · c6 blanques cavall · e6 blanques cavall · f6 blanques cavall · c5 blanques cavall · f4 blanques cavall · c3 blanques cavall · d3 blanques cavall · f3 blanques cavall · g3 blanques cavall · c2 blanques cavall | f7 blanques cavall · b6 blanques cavall · c6 blanques cavall · e6 blanques cavall · f6 blanques cavall · c5 blanques cavall · f4 blanques cavall · c3 blanques cavall · d3 blanques cavall · f3 blanques cavall · g3 blanques cavall · c2 blanques cavall | f7 blanques cavall · b6 blanques cavall · c6 blanques cavall · e6 blanques cavall · f6 blanques cavall · c5 blanques cavall · f4 blanques cavall · c3 blanques cavall · d3 blanques cavall · f3 blanques cavall · g3 blanques cavall · c2 blanques cavall | f7 blanques cavall · b6 blanques cavall · c6 blanques cavall · e6 blanques cavall · f6 blanques cavall · c5 blanques cavall · f4 blanques cavall · c3 blanques cavall · d3 blanques cavall · f3 blanques cavall · g3 blanques cavall · c2 blanques cavall | 6 |
| 5 | f7 blanques cavall · b6 blanques cavall · c6 blanques cavall · e6 blanques cavall · f6 blanques cavall · c5 blanques cavall · f4 blanques cavall · c3 blanques cavall · d3 blanques cavall · f3 blanques cavall · g3 blanques cavall · c2 blanques cavall | f7 blanques cavall · b6 blanques cavall · c6 blanques cavall · e6 blanques cavall · f6 blanques cavall · c5 blanques cavall · f4 blanques cavall · c3 blanques cavall · d3 blanques cavall · f3 blanques cavall · g3 blanques cavall · c2 blanques cavall | f7 blanques cavall · b6 blanques cavall · c6 blanques cavall · e6 blanques cavall · f6 blanques cavall · c5 blanques cavall · f4 blanques cavall · c3 blanques cavall · d3 blanques cavall · f3 blanques cavall · g3 blanques cavall · c2 blanques cavall | f7 blanques cavall · b6 blanques cavall · c6 blanques cavall · e6 blanques cavall · f6 blanques cavall · c5 blanques cavall · f4 blanques cavall · c3 blanques cavall · d3 blanques cavall · f3 blanques cavall · g3 blanques cavall · c2 blanques cavall | f7 blanques cavall · b6 blanques cavall · c6 blanques cavall · e6 blanques cavall · f6 blanques cavall · c5 blanques cavall · f4 blanques cavall · c3 blanques cavall · d3 blanques cavall · f3 blanques cavall · g3 blanques cavall · c2 blanques cavall | f7 blanques cavall · b6 blanques cavall · c6 blanques cavall · e6 blanques cavall · f6 blanques cavall · c5 blanques cavall · f4 blanques cavall · c3 blanques cavall · d3 blanques cavall · f3 blanques cavall · g3 blanques cavall · c2 blanques cavall | f7 blanques cavall · b6 blanques cavall · c6 blanques cavall · e6 blanques cavall · f6 blanques cavall · c5 blanques cavall · f4 blanques cavall · c3 blanques cavall · d3 blanques cavall · f3 blanques cavall · g3 blanques cavall · c2 blanques cavall | f7 blanques cavall · b6 blanques cavall · c6 blanques cavall · e6 blanques cavall · f6 blanques cavall · c5 blanques cavall · f4 blanques cavall · c3 blanques cavall · d3 blanques cavall · f3 blanques cavall · g3 blanques cavall · c2 blanques cavall | 5 |
| 4 | f7 blanques cavall · b6 blanques cavall · c6 blanques cavall · e6 blanques cavall · f6 blanques cavall · c5 blanques cavall · f4 blanques cavall · c3 blanques cavall · d3 blanques cavall · f3 blanques cavall · g3 blanques cavall · c2 blanques cavall | f7 blanques cavall · b6 blanques cavall · c6 blanques cavall · e6 blanques cavall · f6 blanques cavall · c5 blanques cavall · f4 blanques cavall · c3 blanques cavall · d3 blanques cavall · f3 blanques cavall · g3 blanques cavall · c2 blanques cavall | f7 blanques cavall · b6 blanques cavall · c6 blanques cavall · e6 blanques cavall · f6 blanques cavall · c5 blanques cavall · f4 blanques cavall · c3 blanques cavall · d3 blanques cavall · f3 blanques cavall · g3 blanques cavall · c2 blanques cavall | f7 blanques cavall · b6 blanques cavall · c6 blanques cavall · e6 blanques cavall · f6 blanques cavall · c5 blanques cavall · f4 blanques cavall · c3 blanques cavall · d3 blanques cavall · f3 blanques cavall · g3 blanques cavall · c2 blanques cavall | f7 blanques cavall · b6 blanques cavall · c6 blanques cavall · e6 blanques cavall · f6 blanques cavall · c5 blanques cavall · f4 blanques cavall · c3 blanques cavall · d3 blanques cavall · f3 blanques cavall · g3 blanques cavall · c2 blanques cavall | f7 blanques cavall · b6 blanques cavall · c6 blanques cavall · e6 blanques cavall · f6 blanques cavall · c5 blanques cavall · f4 blanques cavall · c3 blanques cavall · d3 blanques cavall · f3 blanques cavall · g3 blanques cavall · c2 blanques cavall | f7 blanques cavall · b6 blanques cavall · c6 blanques cavall · e6 blanques cavall · f6 blanques cavall · c5 blanques cavall · f4 blanques cavall · c3 blanques cavall · d3 blanques cavall · f3 blanques cavall · g3 blanques cavall · c2 blanques cavall | f7 blanques cavall · b6 blanques cavall · c6 blanques cavall · e6 blanques cavall · f6 blanques cavall · c5 blanques cavall · f4 blanques cavall · c3 blanques cavall · d3 blanques cavall · f3 blanques cavall · g3 blanques cavall · c2 blanques cavall | 4 |
| 3 | f7 blanques cavall · b6 blanques cavall · c6 blanques cavall · e6 blanques cavall · f6 blanques cavall · c5 blanques cavall · f4 blanques cavall · c3 blanques cavall · d3 blanques cavall · f3 blanques cavall · g3 blanques cavall · c2 blanques cavall | f7 blanques cavall · b6 blanques cavall · c6 blanques cavall · e6 blanques cavall · f6 blanques cavall · c5 blanques cavall · f4 blanques cavall · c3 blanques cavall · d3 blanques cavall · f3 blanques cavall · g3 blanques cavall · c2 blanques cavall | f7 blanques cavall · b6 blanques cavall · c6 blanques cavall · e6 blanques cavall · f6 blanques cavall · c5 blanques cavall · f4 blanques cavall · c3 blanques cavall · d3 blanques cavall · f3 blanques cavall · g3 blanques cavall · c2 blanques cavall | f7 blanques cavall · b6 blanques cavall · c6 blanques cavall · e6 blanques cavall · f6 blanques cavall · c5 blanques cavall · f4 blanques cavall · c3 blanques cavall · d3 blanques cavall · f3 blanques cavall · g3 blanques cavall · c2 blanques cavall | f7 blanques cavall · b6 blanques cavall · c6 blanques cavall · e6 blanques cavall · f6 blanques cavall · c5 blanques cavall · f4 blanques cavall · c3 blanques cavall · d3 blanques cavall · f3 blanques cavall · g3 blanques cavall · c2 blanques cavall | f7 blanques cavall · b6 blanques cavall · c6 blanques cavall · e6 blanques cavall · f6 blanques cavall · c5 blanques cavall · f4 blanques cavall · c3 blanques cavall · d3 blanques cavall · f3 blanques cavall · g3 blanques cavall · c2 blanques cavall | f7 blanques cavall · b6 blanques cavall · c6 blanques cavall · e6 blanques cavall · f6 blanques cavall · c5 blanques cavall · f4 blanques cavall · c3 blanques cavall · d3 blanques cavall · f3 blanques cavall · g3 blanques cavall · c2 blanques cavall | f7 blanques cavall · b6 blanques cavall · c6 blanques cavall · e6 blanques cavall · f6 blanques cavall · c5 blanques cavall · f4 blanques cavall · c3 blanques cavall · d3 blanques cavall · f3 blanques cavall · g3 blanques cavall · c2 blanques cavall | 3 |
| 2 | f7 blanques cavall · b6 blanques cavall · c6 blanques cavall · e6 blanques cavall · f6 blanques cavall · c5 blanques cavall · f4 blanques cavall · c3 blanques cavall · d3 blanques cavall · f3 blanques cavall · g3 blanques cavall · c2 blanques cavall | f7 blanques cavall · b6 blanques cavall · c6 blanques cavall · e6 blanques cavall · f6 blanques cavall · c5 blanques cavall · f4 blanques cavall · c3 blanques cavall · d3 blanques cavall · f3 blanques cavall · g3 blanques cavall · c2 blanques cavall | f7 blanques cavall · b6 blanques cavall · c6 blanques cavall · e6 blanques cavall · f6 blanques cavall · c5 blanques cavall · f4 blanques cavall · c3 blanques cavall · d3 blanques cavall · f3 blanques cavall · g3 blanques cavall · c2 blanques cavall | f7 blanques cavall · b6 blanques cavall · c6 blanques cavall · e6 blanques cavall · f6 blanques cavall · c5 blanques cavall · f4 blanques cavall · c3 blanques cavall · d3 blanques cavall · f3 blanques cavall · g3 blanques cavall · c2 blanques cavall | f7 blanques cavall · b6 blanques cavall · c6 blanques cavall · e6 blanques cavall · f6 blanques cavall · c5 blanques cavall · f4 blanques cavall · c3 blanques cavall · d3 blanques cavall · f3 blanques cavall · g3 blanques cavall · c2 blanques cavall | f7 blanques cavall · b6 blanques cavall · c6 blanques cavall · e6 blanques cavall · f6 blanques cavall · c5 blanques cavall · f4 blanques cavall · c3 blanques cavall · d3 blanques cavall · f3 blanques cavall · g3 blanques cavall · c2 blanques cavall | f7 blanques cavall · b6 blanques cavall · c6 blanques cavall · e6 blanques cavall · f6 blanques cavall · c5 blanques cavall · f4 blanques cavall · c3 blanques cavall · d3 blanques cavall · f3 blanques cavall · g3 blanques cavall · c2 blanques cavall | f7 blanques cavall · b6 blanques cavall · c6 blanques cavall · e6 blanques cavall · f6 blanques cavall · c5 blanques cavall · f4 blanques cavall · c3 blanques cavall · d3 blanques cavall · f3 blanques cavall · g3 blanques cavall · c2 blanques cavall | 2 |
| 1 | f7 blanques cavall · b6 blanques cavall · c6 blanques cavall · e6 blanques cavall · f6 blanques cavall · c5 blanques cavall · f4 blanques cavall · c3 blanques cavall · d3 blanques cavall · f3 blanques cavall · g3 blanques cavall · c2 blanques cavall | f7 blanques cavall · b6 blanques cavall · c6 blanques cavall · e6 blanques cavall · f6 blanques cavall · c5 blanques cavall · f4 blanques cavall · c3 blanques cavall · d3 blanques cavall · f3 blanques cavall · g3 blanques cavall · c2 blanques cavall | f7 blanques cavall · b6 blanques cavall · c6 blanques cavall · e6 blanques cavall · f6 blanques cavall · c5 blanques cavall · f4 blanques cavall · c3 blanques cavall · d3 blanques cavall · f3 blanques cavall · g3 blanques cavall · c2 blanques cavall | f7 blanques cavall · b6 blanques cavall · c6 blanques cavall · e6 blanques cavall · f6 blanques cavall · c5 blanques cavall · f4 blanques cavall · c3 blanques cavall · d3 blanques cavall · f3 blanques cavall · g3 blanques cavall · c2 blanques cavall | f7 blanques cavall · b6 blanques cavall · c6 blanques cavall · e6 blanques cavall · f6 blanques cavall · c5 blanques cavall · f4 blanques cavall · c3 blanques cavall · d3 blanques cavall · f3 blanques cavall · g3 blanques cavall · c2 blanques cavall | f7 blanques cavall · b6 blanques cavall · c6 blanques cavall · e6 blanques cavall · f6 blanques cavall · c5 blanques cavall · f4 blanques cavall · c3 blanques cavall · d3 blanques cavall · f3 blanques cavall · g3 blanques cavall · c2 blanques cavall | f7 blanques cavall · b6 blanques cavall · c6 blanques cavall · e6 blanques cavall · f6 blanques cavall · c5 blanques cavall · f4 blanques cavall · c3 blanques cavall · d3 blanques cavall · f3 blanques cavall · g3 blanques cavall · c2 blanques cavall | f7 blanques cavall · b6 blanques cavall · c6 blanques cavall · e6 blanques cavall · f6 blanques cavall · c5 blanques cavall · f4 blanques cavall · c3 blanques cavall · d3 blanques cavall · f3 blanques cavall · g3 blanques cavall · c2 blanques cavall | 1 |
|   | a | b | c | d | e | f | g | h |   |

Els problemes de dominació es formulen de vegades amb el plantejament de trobar el nombre mínim de peces que ataquin totes les caselles del tauler, incloses les ocupades. La solució per les torres és situar-les totes en la mateixa fila o en la mateixa columna. Solucions per les altres peces són a continuació.
|   | a | b | c | d | e | f | g | h |   |
| 8 | b7 blanques rei · e7 blanques rei · h7 blanques rei · b6 blanques rei · e6 blanques rei · h6 blanques rei · b3 blanques rei · e3 blanques rei · h3 blanques rei · b2 blanques rei · e2 blanques rei · h2 blanques rei | b7 blanques rei · e7 blanques rei · h7 blanques rei · b6 blanques rei · e6 blanques rei · h6 blanques rei · b3 blanques rei · e3 blanques rei · h3 blanques rei · b2 blanques rei · e2 blanques rei · h2 blanques rei | b7 blanques rei · e7 blanques rei · h7 blanques rei · b6 blanques rei · e6 blanques rei · h6 blanques rei · b3 blanques rei · e3 blanques rei · h3 blanques rei · b2 blanques rei · e2 blanques rei · h2 blanques rei | b7 blanques rei · e7 blanques rei · h7 blanques rei · b6 blanques rei · e6 blanques rei · h6 blanques rei · b3 blanques rei · e3 blanques rei · h3 blanques rei · b2 blanques rei · e2 blanques rei · h2 blanques rei | b7 blanques rei · e7 blanques rei · h7 blanques rei · b6 blanques rei · e6 blanques rei · h6 blanques rei · b3 blanques rei · e3 blanques rei · h3 blanques rei · b2 blanques rei · e2 blanques rei · h2 blanques rei | b7 blanques rei · e7 blanques rei · h7 blanques rei · b6 blanques rei · e6 blanques rei · h6 blanques rei · b3 blanques rei · e3 blanques rei · h3 blanques rei · b2 blanques rei · e2 blanques rei · h2 blanques rei | b7 blanques rei · e7 blanques rei · h7 blanques rei · b6 blanques rei · e6 blanques rei · h6 blanques rei · b3 blanques rei · e3 blanques rei · h3 blanques rei · b2 blanques rei · e2 blanques rei · h2 blanques rei | b7 blanques rei · e7 blanques rei · h7 blanques rei · b6 blanques rei · e6 blanques rei · h6 blanques rei · b3 blanques rei · e3 blanques rei · h3 blanques rei · b2 blanques rei · e2 blanques rei · h2 blanques rei | 8 |
| 7 | b7 blanques rei · e7 blanques rei · h7 blanques rei · b6 blanques rei · e6 blanques rei · h6 blanques rei · b3 blanques rei · e3 blanques rei · h3 blanques rei · b2 blanques rei · e2 blanques rei · h2 blanques rei | b7 blanques rei · e7 blanques rei · h7 blanques rei · b6 blanques rei · e6 blanques rei · h6 blanques rei · b3 blanques rei · e3 blanques rei · h3 blanques rei · b2 blanques rei · e2 blanques rei · h2 blanques rei | b7 blanques rei · e7 blanques rei · h7 blanques rei · b6 blanques rei · e6 blanques rei · h6 blanques rei · b3 blanques rei · e3 blanques rei · h3 blanques rei · b2 blanques rei · e2 blanques rei · h2 blanques rei | b7 blanques rei · e7 blanques rei · h7 blanques rei · b6 blanques rei · e6 blanques rei · h6 blanques rei · b3 blanques rei · e3 blanques rei · h3 blanques rei · b2 blanques rei · e2 blanques rei · h2 blanques rei | b7 blanques rei · e7 blanques rei · h7 blanques rei · b6 blanques rei · e6 blanques rei · h6 blanques rei · b3 blanques rei · e3 blanques rei · h3 blanques rei · b2 blanques rei · e2 blanques rei · h2 blanques rei | b7 blanques rei · e7 blanques rei · h7 blanques rei · b6 blanques rei · e6 blanques rei · h6 blanques rei · b3 blanques rei · e3 blanques rei · h3 blanques rei · b2 blanques rei · e2 blanques rei · h2 blanques rei | b7 blanques rei · e7 blanques rei · h7 blanques rei · b6 blanques rei · e6 blanques rei · h6 blanques rei · b3 blanques rei · e3 blanques rei · h3 blanques rei · b2 blanques rei · e2 blanques rei · h2 blanques rei | b7 blanques rei · e7 blanques rei · h7 blanques rei · b6 blanques rei · e6 blanques rei · h6 blanques rei · b3 blanques rei · e3 blanques rei · h3 blanques rei · b2 blanques rei · e2 blanques rei · h2 blanques rei | 7 |
| 6 | b7 blanques rei · e7 blanques rei · h7 blanques rei · b6 blanques rei · e6 blanques rei · h6 blanques rei · b3 blanques rei · e3 blanques rei · h3 blanques rei · b2 blanques rei · e2 blanques rei · h2 blanques rei | b7 blanques rei · e7 blanques rei · h7 blanques rei · b6 blanques rei · e6 blanques rei · h6 blanques rei · b3 blanques rei · e3 blanques rei · h3 blanques rei · b2 blanques rei · e2 blanques rei · h2 blanques rei | b7 blanques rei · e7 blanques rei · h7 blanques rei · b6 blanques rei · e6 blanques rei · h6 blanques rei · b3 blanques rei · e3 blanques rei · h3 blanques rei · b2 blanques rei · e2 blanques rei · h2 blanques rei | b7 blanques rei · e7 blanques rei · h7 blanques rei · b6 blanques rei · e6 blanques rei · h6 blanques rei · b3 blanques rei · e3 blanques rei · h3 blanques rei · b2 blanques rei · e2 blanques rei · h2 blanques rei | b7 blanques rei · e7 blanques rei · h7 blanques rei · b6 blanques rei · e6 blanques rei · h6 blanques rei · b3 blanques rei · e3 blanques rei · h3 blanques rei · b2 blanques rei · e2 blanques rei · h2 blanques rei | b7 blanques rei · e7 blanques rei · h7 blanques rei · b6 blanques rei · e6 blanques rei · h6 blanques rei · b3 blanques rei · e3 blanques rei · h3 blanques rei · b2 blanques rei · e2 blanques rei · h2 blanques rei | b7 blanques rei · e7 blanques rei · h7 blanques rei · b6 blanques rei · e6 blanques rei · h6 blanques rei · b3 blanques rei · e3 blanques rei · h3 blanques rei · b2 blanques rei · e2 blanques rei · h2 blanques rei | b7 blanques rei · e7 blanques rei · h7 blanques rei · b6 blanques rei · e6 blanques rei · h6 blanques rei · b3 blanques rei · e3 blanques rei · h3 blanques rei · b2 blanques rei · e2 blanques rei · h2 blanques rei | 6 |
| 5 | b7 blanques rei · e7 blanques rei · h7 blanques rei · b6 blanques rei · e6 blanques rei · h6 blanques rei · b3 blanques rei · e3 blanques rei · h3 blanques rei · b2 blanques rei · e2 blanques rei · h2 blanques rei | b7 blanques rei · e7 blanques rei · h7 blanques rei · b6 blanques rei · e6 blanques rei · h6 blanques rei · b3 blanques rei · e3 blanques rei · h3 blanques rei · b2 blanques rei · e2 blanques rei · h2 blanques rei | b7 blanques rei · e7 blanques rei · h7 blanques rei · b6 blanques rei · e6 blanques rei · h6 blanques rei · b3 blanques rei · e3 blanques rei · h3 blanques rei · b2 blanques rei · e2 blanques rei · h2 blanques rei | b7 blanques rei · e7 blanques rei · h7 blanques rei · b6 blanques rei · e6 blanques rei · h6 blanques rei · b3 blanques rei · e3 blanques rei · h3 blanques rei · b2 blanques rei · e2 blanques rei · h2 blanques rei | b7 blanques rei · e7 blanques rei · h7 blanques rei · b6 blanques rei · e6 blanques rei · h6 blanques rei · b3 blanques rei · e3 blanques rei · h3 blanques rei · b2 blanques rei · e2 blanques rei · h2 blanques rei | b7 blanques rei · e7 blanques rei · h7 blanques rei · b6 blanques rei · e6 blanques rei · h6 blanques rei · b3 blanques rei · e3 blanques rei · h3 blanques rei · b2 blanques rei · e2 blanques rei · h2 blanques rei | b7 blanques rei · e7 blanques rei · h7 blanques rei · b6 blanques rei · e6 blanques rei · h6 blanques rei · b3 blanques rei · e3 blanques rei · h3 blanques rei · b2 blanques rei · e2 blanques rei · h2 blanques rei | b7 blanques rei · e7 blanques rei · h7 blanques rei · b6 blanques rei · e6 blanques rei · h6 blanques rei · b3 blanques rei · e3 blanques rei · h3 blanques rei · b2 blanques rei · e2 blanques rei · h2 blanques rei | 5 |
| 4 | b7 blanques rei · e7 blanques rei · h7 blanques rei · b6 blanques rei · e6 blanques rei · h6 blanques rei · b3 blanques rei · e3 blanques rei · h3 blanques rei · b2 blanques rei · e2 blanques rei · h2 blanques rei | b7 blanques rei · e7 blanques rei · h7 blanques rei · b6 blanques rei · e6 blanques rei · h6 blanques rei · b3 blanques rei · e3 blanques rei · h3 blanques rei · b2 blanques rei · e2 blanques rei · h2 blanques rei | b7 blanques rei · e7 blanques rei · h7 blanques rei · b6 blanques rei · e6 blanques rei · h6 blanques rei · b3 blanques rei · e3 blanques rei · h3 blanques rei · b2 blanques rei · e2 blanques rei · h2 blanques rei | b7 blanques rei · e7 blanques rei · h7 blanques rei · b6 blanques rei · e6 blanques rei · h6 blanques rei · b3 blanques rei · e3 blanques rei · h3 blanques rei · b2 blanques rei · e2 blanques rei · h2 blanques rei | b7 blanques rei · e7 blanques rei · h7 blanques rei · b6 blanques rei · e6 blanques rei · h6 blanques rei · b3 blanques rei · e3 blanques rei · h3 blanques rei · b2 blanques rei · e2 blanques rei · h2 blanques rei | b7 blanques rei · e7 blanques rei · h7 blanques rei · b6 blanques rei · e6 blanques rei · h6 blanques rei · b3 blanques rei · e3 blanques rei · h3 blanques rei · b2 blanques rei · e2 blanques rei · h2 blanques rei | b7 blanques rei · e7 blanques rei · h7 blanques rei · b6 blanques rei · e6 blanques rei · h6 blanques rei · b3 blanques rei · e3 blanques rei · h3 blanques rei · b2 blanques rei · e2 blanques rei · h2 blanques rei | b7 blanques rei · e7 blanques rei · h7 blanques rei · b6 blanques rei · e6 blanques rei · h6 blanques rei · b3 blanques rei · e3 blanques rei · h3 blanques rei · b2 blanques rei · e2 blanques rei · h2 blanques rei | 4 |
| 3 | b7 blanques rei · e7 blanques rei · h7 blanques rei · b6 blanques rei · e6 blanques rei · h6 blanques rei · b3 blanques rei · e3 blanques rei · h3 blanques rei · b2 blanques rei · e2 blanques rei · h2 blanques rei | b7 blanques rei · e7 blanques rei · h7 blanques rei · b6 blanques rei · e6 blanques rei · h6 blanques rei · b3 blanques rei · e3 blanques rei · h3 blanques rei · b2 blanques rei · e2 blanques rei · h2 blanques rei | b7 blanques rei · e7 blanques rei · h7 blanques rei · b6 blanques rei · e6 blanques rei · h6 blanques rei · b3 blanques rei · e3 blanques rei · h3 blanques rei · b2 blanques rei · e2 blanques rei · h2 blanques rei | b7 blanques rei · e7 blanques rei · h7 blanques rei · b6 blanques rei · e6 blanques rei · h6 blanques rei · b3 blanques rei · e3 blanques rei · h3 blanques rei · b2 blanques rei · e2 blanques rei · h2 blanques rei | b7 blanques rei · e7 blanques rei · h7 blanques rei · b6 blanques rei · e6 blanques rei · h6 blanques rei · b3 blanques rei · e3 blanques rei · h3 blanques rei · b2 blanques rei · e2 blanques rei · h2 blanques rei | b7 blanques rei · e7 blanques rei · h7 blanques rei · b6 blanques rei · e6 blanques rei · h6 blanques rei · b3 blanques rei · e3 blanques rei · h3 blanques rei · b2 blanques rei · e2 blanques rei · h2 blanques rei | b7 blanques rei · e7 blanques rei · h7 blanques rei · b6 blanques rei · e6 blanques rei · h6 blanques rei · b3 blanques rei · e3 blanques rei · h3 blanques rei · b2 blanques rei · e2 blanques rei · h2 blanques rei | b7 blanques rei · e7 blanques rei · h7 blanques rei · b6 blanques rei · e6 blanques rei · h6 blanques rei · b3 blanques rei · e3 blanques rei · h3 blanques rei · b2 blanques rei · e2 blanques rei · h2 blanques rei | 3 |
| 2 | b7 blanques rei · e7 blanques rei · h7 blanques rei · b6 blanques rei · e6 blanques rei · h6 blanques rei · b3 blanques rei · e3 blanques rei · h3 blanques rei · b2 blanques rei · e2 blanques rei · h2 blanques rei | b7 blanques rei · e7 blanques rei · h7 blanques rei · b6 blanques rei · e6 blanques rei · h6 blanques rei · b3 blanques rei · e3 blanques rei · h3 blanques rei · b2 blanques rei · e2 blanques rei · h2 blanques rei | b7 blanques rei · e7 blanques rei · h7 blanques rei · b6 blanques rei · e6 blanques rei · h6 blanques rei · b3 blanques rei · e3 blanques rei · h3 blanques rei · b2 blanques rei · e2 blanques rei · h2 blanques rei | b7 blanques rei · e7 blanques rei · h7 blanques rei · b6 blanques rei · e6 blanques rei · h6 blanques rei · b3 blanques rei · e3 blanques rei · h3 blanques rei · b2 blanques rei · e2 blanques rei · h2 blanques rei | b7 blanques rei · e7 blanques rei · h7 blanques rei · b6 blanques rei · e6 blanques rei · h6 blanques rei · b3 blanques rei · e3 blanques rei · h3 blanques rei · b2 blanques rei · e2 blanques rei · h2 blanques rei | b7 blanques rei · e7 blanques rei · h7 blanques rei · b6 blanques rei · e6 blanques rei · h6 blanques rei · b3 blanques rei · e3 blanques rei · h3 blanques rei · b2 blanques rei · e2 blanques rei · h2 blanques rei | b7 blanques rei · e7 blanques rei · h7 blanques rei · b6 blanques rei · e6 blanques rei · h6 blanques rei · b3 blanques rei · e3 blanques rei · h3 blanques rei · b2 blanques rei · e2 blanques rei · h2 blanques rei | b7 blanques rei · e7 blanques rei · h7 blanques rei · b6 blanques rei · e6 blanques rei · h6 blanques rei · b3 blanques rei · e3 blanques rei · h3 blanques rei · b2 blanques rei · e2 blanques rei · h2 blanques rei | 2 |
| 1 | b7 blanques rei · e7 blanques rei · h7 blanques rei · b6 blanques rei · e6 blanques rei · h6 blanques rei · b3 blanques rei · e3 blanques rei · h3 blanques rei · b2 blanques rei · e2 blanques rei · h2 blanques rei | b7 blanques rei · e7 blanques rei · h7 blanques rei · b6 blanques rei · e6 blanques rei · h6 blanques rei · b3 blanques rei · e3 blanques rei · h3 blanques rei · b2 blanques rei · e2 blanques rei · h2 blanques rei | b7 blanques rei · e7 blanques rei · h7 blanques rei · b6 blanques rei · e6 blanques rei · h6 blanques rei · b3 blanques rei · e3 blanques rei · h3 blanques rei · b2 blanques rei · e2 blanques rei · h2 blanques rei | b7 blanques rei · e7 blanques rei · h7 blanques rei · b6 blanques rei · e6 blanques rei · h6 blanques rei · b3 blanques rei · e3 blanques rei · h3 blanques rei · b2 blanques rei · e2 blanques rei · h2 blanques rei | b7 blanques rei · e7 blanques rei · h7 blanques rei · b6 blanques rei · e6 blanques rei · h6 blanques rei · b3 blanques rei · e3 blanques rei · h3 blanques rei · b2 blanques rei · e2 blanques rei · h2 blanques rei | b7 blanques rei · e7 blanques rei · h7 blanques rei · b6 blanques rei · e6 blanques rei · h6 blanques rei · b3 blanques rei · e3 blanques rei · h3 blanques rei · b2 blanques rei · e2 blanques rei · h2 blanques rei | b7 blanques rei · e7 blanques rei · h7 blanques rei · b6 blanques rei · e6 blanques rei · h6 blanques rei · b3 blanques rei · e3 blanques rei · h3 blanques rei · b2 blanques rei · e2 blanques rei · h2 blanques rei | b7 blanques rei · e7 blanques rei · h7 blanques rei · b6 blanques rei · e6 blanques rei · h6 blanques rei · b3 blanques rei · e3 blanques rei · h3 blanques rei · b2 blanques rei · e2 blanques rei · h2 blanques rei | 1 |
|   | a | b | c | d | e | f | g | h |   |

|   | a                                                                                            | b                                                                                            | c                                                                                            | d                                                                                            | e                                                                                            | f                                                                                            | g                                                                                            | h                                                                                            |   |
| 8 | g8 blanques dama · e6 blanques dama · d5 blanques dama · c4 blanques dama · a2 blanques dama | g8 blanques dama · e6 blanques dama · d5 blanques dama · c4 blanques dama · a2 blanques dama | g8 blanques dama · e6 blanques dama · d5 blanques dama · c4 blanques dama · a2 blanques dama | g8 blanques dama · e6 blanques dama · d5 blanques dama · c4 blanques dama · a2 blanques dama | g8 blanques dama · e6 blanques dama · d5 blanques dama · c4 blanques dama · a2 blanques dama | g8 blanques dama · e6 blanques dama · d5 blanques dama · c4 blanques dama · a2 blanques dama | g8 blanques dama · e6 blanques dama · d5 blanques dama · c4 blanques dama · a2 blanques dama | g8 blanques dama · e6 blanques dama · d5 blanques dama · c4 blanques dama · a2 blanques dama | 8 |
| 7 | g8 blanques dama · e6 blanques dama · d5 blanques dama · c4 blanques dama · a2 blanques dama | g8 blanques dama · e6 blanques dama · d5 blanques dama · c4 blanques dama · a2 blanques dama | g8 blanques dama · e6 blanques dama · d5 blanques dama · c4 blanques dama · a2 blanques dama | g8 blanques dama · e6 blanques dama · d5 blanques dama · c4 blanques dama · a2 blanques dama | g8 blanques dama · e6 blanques dama · d5 blanques dama · c4 blanques dama · a2 blanques dama | g8 blanques dama · e6 blanques dama · d5 blanques dama · c4 blanques dama · a2 blanques dama | g8 blanques dama · e6 blanques dama · d5 blanques dama · c4 blanques dama · a2 blanques dama | g8 blanques dama · e6 blanques dama · d5 blanques dama · c4 blanques dama · a2 blanques dama | 7 |
| 6 | g8 blanques dama · e6 blanques dama · d5 blanques dama · c4 blanques dama · a2 blanques dama | g8 blanques dama · e6 blanques dama · d5 blanques dama · c4 blanques dama · a2 blanques dama | g8 blanques dama · e6 blanques dama · d5 blanques dama · c4 blanques dama · a2 blanques dama | g8 blanques dama · e6 blanques dama · d5 blanques dama · c4 blanques dama · a2 blanques dama | g8 blanques dama · e6 blanques dama · d5 blanques dama · c4 blanques dama · a2 blanques dama | g8 blanques dama · e6 blanques dama · d5 blanques dama · c4 blanques dama · a2 blanques dama | g8 blanques dama · e6 blanques dama · d5 blanques dama · c4 blanques dama · a2 blanques dama | g8 blanques dama · e6 blanques dama · d5 blanques dama · c4 blanques dama · a2 blanques dama | 6 |
| 5 | g8 blanques dama · e6 blanques dama · d5 blanques dama · c4 blanques dama · a2 blanques dama | g8 blanques dama · e6 blanques dama · d5 blanques dama · c4 blanques dama · a2 blanques dama | g8 blanques dama · e6 blanques dama · d5 blanques dama · c4 blanques dama · a2 blanques dama | g8 blanques dama · e6 blanques dama · d5 blanques dama · c4 blanques dama · a2 blanques dama | g8 blanques dama · e6 blanques dama · d5 blanques dama · c4 blanques dama · a2 blanques dama | g8 blanques dama · e6 blanques dama · d5 blanques dama · c4 blanques dama · a2 blanques dama | g8 blanques dama · e6 blanques dama · d5 blanques dama · c4 blanques dama · a2 blanques dama | g8 blanques dama · e6 blanques dama · d5 blanques dama · c4 blanques dama · a2 blanques dama | 5 |
| 4 | g8 blanques dama · e6 blanques dama · d5 blanques dama · c4 blanques dama · a2 blanques dama | g8 blanques dama · e6 blanques dama · d5 blanques dama · c4 blanques dama · a2 blanques dama | g8 blanques dama · e6 blanques dama · d5 blanques dama · c4 blanques dama · a2 blanques dama | g8 blanques dama · e6 blanques dama · d5 blanques dama · c4 blanques dama · a2 blanques dama | g8 blanques dama · e6 blanques dama · d5 blanques dama · c4 blanques dama · a2 blanques dama | g8 blanques dama · e6 blanques dama · d5 blanques dama · c4 blanques dama · a2 blanques dama | g8 blanques dama · e6 blanques dama · d5 blanques dama · c4 blanques dama · a2 blanques dama | g8 blanques dama · e6 blanques dama · d5 blanques dama · c4 blanques dama · a2 blanques dama | 4 |
| 3 | g8 blanques dama · e6 blanques dama · d5 blanques dama · c4 blanques dama · a2 blanques dama | g8 blanques dama · e6 blanques dama · d5 blanques dama · c4 blanques dama · a2 blanques dama | g8 blanques dama · e6 blanques dama · d5 blanques dama · c4 blanques dama · a2 blanques dama | g8 blanques dama · e6 blanques dama · d5 blanques dama · c4 blanques dama · a2 blanques dama | g8 blanques dama · e6 blanques dama · d5 blanques dama · c4 blanques dama · a2 blanques dama | g8 blanques dama · e6 blanques dama · d5 blanques dama · c4 blanques dama · a2 blanques dama | g8 blanques dama · e6 blanques dama · d5 blanques dama · c4 blanques dama · a2 blanques dama | g8 blanques dama · e6 blanques dama · d5 blanques dama · c4 blanques dama · a2 blanques dama | 3 |
| 2 | g8 blanques dama · e6 blanques dama · d5 blanques dama · c4 blanques dama · a2 blanques dama | g8 blanques dama · e6 blanques dama · d5 blanques dama · c4 blanques dama · a2 blanques dama | g8 blanques dama · e6 blanques dama · d5 blanques dama · c4 blanques dama · a2 blanques dama | g8 blanques dama · e6 blanques dama · d5 blanques dama · c4 blanques dama · a2 blanques dama | g8 blanques dama · e6 blanques dama · d5 blanques dama · c4 blanques dama · a2 blanques dama | g8 blanques dama · e6 blanques dama · d5 blanques dama · c4 blanques dama · a2 blanques dama | g8 blanques dama · e6 blanques dama · d5 blanques dama · c4 blanques dama · a2 blanques dama | g8 blanques dama · e6 blanques dama · d5 blanques dama · c4 blanques dama · a2 blanques dama | 2 |
| 1 | g8 blanques dama · e6 blanques dama · d5 blanques dama · c4 blanques dama · a2 blanques dama | g8 blanques dama · e6 blanques dama · d5 blanques dama · c4 blanques dama · a2 blanques dama | g8 blanques dama · e6 blanques dama · d5 blanques dama · c4 blanques dama · a2 blanques dama | g8 blanques dama · e6 blanques dama · d5 blanques dama · c4 blanques dama · a2 blanques dama | g8 blanques dama · e6 blanques dama · d5 blanques dama · c4 blanques dama · a2 blanques dama | g8 blanques dama · e6 blanques dama · d5 blanques dama · c4 blanques dama · a2 blanques dama | g8 blanques dama · e6 blanques dama · d5 blanques dama · c4 blanques dama · a2 blanques dama | g8 blanques dama · e6 blanques dama · d5 blanques dama · c4 blanques dama · a2 blanques dama | 1 |
|   | a                                                                                            | b                                                                                            | c                                                                                            | d                                                                                            | e                                                                                            | f                                                                                            | g                                                                                            | h                                                                                            |   |

|   | a | b | c | d | e | f | g | h |   |
| 8 | b6 blanques alfil · d6 blanques alfil · e6 blanques alfil · g6 blanques alfil · c4 blanques alfil · d4 blanques alfil · e4 blanques alfil · f4 blanques alfil · c2 blanques alfil · f2 blanques alfil | b6 blanques alfil · d6 blanques alfil · e6 blanques alfil · g6 blanques alfil · c4 blanques alfil · d4 blanques alfil · e4 blanques alfil · f4 blanques alfil · c2 blanques alfil · f2 blanques alfil | b6 blanques alfil · d6 blanques alfil · e6 blanques alfil · g6 blanques alfil · c4 blanques alfil · d4 blanques alfil · e4 blanques alfil · f4 blanques alfil · c2 blanques alfil · f2 blanques alfil | b6 blanques alfil · d6 blanques alfil · e6 blanques alfil · g6 blanques alfil · c4 blanques alfil · d4 blanques alfil · e4 blanques alfil · f4 blanques alfil · c2 blanques alfil · f2 blanques alfil | b6 blanques alfil · d6 blanques alfil · e6 blanques alfil · g6 blanques alfil · c4 blanques alfil · d4 blanques alfil · e4 blanques alfil · f4 blanques alfil · c2 blanques alfil · f2 blanques alfil | b6 blanques alfil · d6 blanques alfil · e6 blanques alfil · g6 blanques alfil · c4 blanques alfil · d4 blanques alfil · e4 blanques alfil · f4 blanques alfil · c2 blanques alfil · f2 blanques alfil | b6 blanques alfil · d6 blanques alfil · e6 blanques alfil · g6 blanques alfil · c4 blanques alfil · d4 blanques alfil · e4 blanques alfil · f4 blanques alfil · c2 blanques alfil · f2 blanques alfil | b6 blanques alfil · d6 blanques alfil · e6 blanques alfil · g6 blanques alfil · c4 blanques alfil · d4 blanques alfil · e4 blanques alfil · f4 blanques alfil · c2 blanques alfil · f2 blanques alfil | 8 |
| 7 | b6 blanques alfil · d6 blanques alfil · e6 blanques alfil · g6 blanques alfil · c4 blanques alfil · d4 blanques alfil · e4 blanques alfil · f4 blanques alfil · c2 blanques alfil · f2 blanques alfil | b6 blanques alfil · d6 blanques alfil · e6 blanques alfil · g6 blanques alfil · c4 blanques alfil · d4 blanques alfil · e4 blanques alfil · f4 blanques alfil · c2 blanques alfil · f2 blanques alfil | b6 blanques alfil · d6 blanques alfil · e6 blanques alfil · g6 blanques alfil · c4 blanques alfil · d4 blanques alfil · e4 blanques alfil · f4 blanques alfil · c2 blanques alfil · f2 blanques alfil | b6 blanques alfil · d6 blanques alfil · e6 blanques alfil · g6 blanques alfil · c4 blanques alfil · d4 blanques alfil · e4 blanques alfil · f4 blanques alfil · c2 blanques alfil · f2 blanques alfil | b6 blanques alfil · d6 blanques alfil · e6 blanques alfil · g6 blanques alfil · c4 blanques alfil · d4 blanques alfil · e4 blanques alfil · f4 blanques alfil · c2 blanques alfil · f2 blanques alfil | b6 blanques alfil · d6 blanques alfil · e6 blanques alfil · g6 blanques alfil · c4 blanques alfil · d4 blanques alfil · e4 blanques alfil · f4 blanques alfil · c2 blanques alfil · f2 blanques alfil | b6 blanques alfil · d6 blanques alfil · e6 blanques alfil · g6 blanques alfil · c4 blanques alfil · d4 blanques alfil · e4 blanques alfil · f4 blanques alfil · c2 blanques alfil · f2 blanques alfil | b6 blanques alfil · d6 blanques alfil · e6 blanques alfil · g6 blanques alfil · c4 blanques alfil · d4 blanques alfil · e4 blanques alfil · f4 blanques alfil · c2 blanques alfil · f2 blanques alfil | 7 |
| 6 | b6 blanques alfil · d6 blanques alfil · e6 blanques alfil · g6 blanques alfil · c4 blanques alfil · d4 blanques alfil · e4 blanques alfil · f4 blanques alfil · c2 blanques alfil · f2 blanques alfil | b6 blanques alfil · d6 blanques alfil · e6 blanques alfil · g6 blanques alfil · c4 blanques alfil · d4 blanques alfil · e4 blanques alfil · f4 blanques alfil · c2 blanques alfil · f2 blanques alfil | b6 blanques alfil · d6 blanques alfil · e6 blanques alfil · g6 blanques alfil · c4 blanques alfil · d4 blanques alfil · e4 blanques alfil · f4 blanques alfil · c2 blanques alfil · f2 blanques alfil | b6 blanques alfil · d6 blanques alfil · e6 blanques alfil · g6 blanques alfil · c4 blanques alfil · d4 blanques alfil · e4 blanques alfil · f4 blanques alfil · c2 blanques alfil · f2 blanques alfil | b6 blanques alfil · d6 blanques alfil · e6 blanques alfil · g6 blanques alfil · c4 blanques alfil · d4 blanques alfil · e4 blanques alfil · f4 blanques alfil · c2 blanques alfil · f2 blanques alfil | b6 blanques alfil · d6 blanques alfil · e6 blanques alfil · g6 blanques alfil · c4 blanques alfil · d4 blanques alfil · e4 blanques alfil · f4 blanques alfil · c2 blanques alfil · f2 blanques alfil | b6 blanques alfil · d6 blanques alfil · e6 blanques alfil · g6 blanques alfil · c4 blanques alfil · d4 blanques alfil · e4 blanques alfil · f4 blanques alfil · c2 blanques alfil · f2 blanques alfil | b6 blanques alfil · d6 blanques alfil · e6 blanques alfil · g6 blanques alfil · c4 blanques alfil · d4 blanques alfil · e4 blanques alfil · f4 blanques alfil · c2 blanques alfil · f2 blanques alfil | 6 |
| 5 | b6 blanques alfil · d6 blanques alfil · e6 blanques alfil · g6 blanques alfil · c4 blanques alfil · d4 blanques alfil · e4 blanques alfil · f4 blanques alfil · c2 blanques alfil · f2 blanques alfil | b6 blanques alfil · d6 blanques alfil · e6 blanques alfil · g6 blanques alfil · c4 blanques alfil · d4 blanques alfil · e4 blanques alfil · f4 blanques alfil · c2 blanques alfil · f2 blanques alfil | b6 blanques alfil · d6 blanques alfil · e6 blanques alfil · g6 blanques alfil · c4 blanques alfil · d4 blanques alfil · e4 blanques alfil · f4 blanques alfil · c2 blanques alfil · f2 blanques alfil | b6 blanques alfil · d6 blanques alfil · e6 blanques alfil · g6 blanques alfil · c4 blanques alfil · d4 blanques alfil · e4 blanques alfil · f4 blanques alfil · c2 blanques alfil · f2 blanques alfil | b6 blanques alfil · d6 blanques alfil · e6 blanques alfil · g6 blanques alfil · c4 blanques alfil · d4 blanques alfil · e4 blanques alfil · f4 blanques alfil · c2 blanques alfil · f2 blanques alfil | b6 blanques alfil · d6 blanques alfil · e6 blanques alfil · g6 blanques alfil · c4 blanques alfil · d4 blanques alfil · e4 blanques alfil · f4 blanques alfil · c2 blanques alfil · f2 blanques alfil | b6 blanques alfil · d6 blanques alfil · e6 blanques alfil · g6 blanques alfil · c4 blanques alfil · d4 blanques alfil · e4 blanques alfil · f4 blanques alfil · c2 blanques alfil · f2 blanques alfil | b6 blanques alfil · d6 blanques alfil · e6 blanques alfil · g6 blanques alfil · c4 blanques alfil · d4 blanques alfil · e4 blanques alfil · f4 blanques alfil · c2 blanques alfil · f2 blanques alfil | 5 |
| 4 | b6 blanques alfil · d6 blanques alfil · e6 blanques alfil · g6 blanques alfil · c4 blanques alfil · d4 blanques alfil · e4 blanques alfil · f4 blanques alfil · c2 blanques alfil · f2 blanques alfil | b6 blanques alfil · d6 blanques alfil · e6 blanques alfil · g6 blanques alfil · c4 blanques alfil · d4 blanques alfil · e4 blanques alfil · f4 blanques alfil · c2 blanques alfil · f2 blanques alfil | b6 blanques alfil · d6 blanques alfil · e6 blanques alfil · g6 blanques alfil · c4 blanques alfil · d4 blanques alfil · e4 blanques alfil · f4 blanques alfil · c2 blanques alfil · f2 blanques alfil | b6 blanques alfil · d6 blanques alfil · e6 blanques alfil · g6 blanques alfil · c4 blanques alfil · d4 blanques alfil · e4 blanques alfil · f4 blanques alfil · c2 blanques alfil · f2 blanques alfil | b6 blanques alfil · d6 blanques alfil · e6 blanques alfil · g6 blanques alfil · c4 blanques alfil · d4 blanques alfil · e4 blanques alfil · f4 blanques alfil · c2 blanques alfil · f2 blanques alfil | b6 blanques alfil · d6 blanques alfil · e6 blanques alfil · g6 blanques alfil · c4 blanques alfil · d4 blanques alfil · e4 blanques alfil · f4 blanques alfil · c2 blanques alfil · f2 blanques alfil | b6 blanques alfil · d6 blanques alfil · e6 blanques alfil · g6 blanques alfil · c4 blanques alfil · d4 blanques alfil · e4 blanques alfil · f4 blanques alfil · c2 blanques alfil · f2 blanques alfil | b6 blanques alfil · d6 blanques alfil · e6 blanques alfil · g6 blanques alfil · c4 blanques alfil · d4 blanques alfil · e4 blanques alfil · f4 blanques alfil · c2 blanques alfil · f2 blanques alfil | 4 |
| 3 | b6 blanques alfil · d6 blanques alfil · e6 blanques alfil · g6 blanques alfil · c4 blanques alfil · d4 blanques alfil · e4 blanques alfil · f4 blanques alfil · c2 blanques alfil · f2 blanques alfil | b6 blanques alfil · d6 blanques alfil · e6 blanques alfil · g6 blanques alfil · c4 blanques alfil · d4 blanques alfil · e4 blanques alfil · f4 blanques alfil · c2 blanques alfil · f2 blanques alfil | b6 blanques alfil · d6 blanques alfil · e6 blanques alfil · g6 blanques alfil · c4 blanques alfil · d4 blanques alfil · e4 blanques alfil · f4 blanques alfil · c2 blanques alfil · f2 blanques alfil | b6 blanques alfil · d6 blanques alfil · e6 blanques alfil · g6 blanques alfil · c4 blanques alfil · d4 blanques alfil · e4 blanques alfil · f4 blanques alfil · c2 blanques alfil · f2 blanques alfil | b6 blanques alfil · d6 blanques alfil · e6 blanques alfil · g6 blanques alfil · c4 blanques alfil · d4 blanques alfil · e4 blanques alfil · f4 blanques alfil · c2 blanques alfil · f2 blanques alfil | b6 blanques alfil · d6 blanques alfil · e6 blanques alfil · g6 blanques alfil · c4 blanques alfil · d4 blanques alfil · e4 blanques alfil · f4 blanques alfil · c2 blanques alfil · f2 blanques alfil | b6 blanques alfil · d6 blanques alfil · e6 blanques alfil · g6 blanques alfil · c4 blanques alfil · d4 blanques alfil · e4 blanques alfil · f4 blanques alfil · c2 blanques alfil · f2 blanques alfil | b6 blanques alfil · d6 blanques alfil · e6 blanques alfil · g6 blanques alfil · c4 blanques alfil · d4 blanques alfil · e4 blanques alfil · f4 blanques alfil · c2 blanques alfil · f2 blanques alfil | 3 |
| 2 | b6 blanques alfil · d6 blanques alfil · e6 blanques alfil · g6 blanques alfil · c4 blanques alfil · d4 blanques alfil · e4 blanques alfil · f4 blanques alfil · c2 blanques alfil · f2 blanques alfil | b6 blanques alfil · d6 blanques alfil · e6 blanques alfil · g6 blanques alfil · c4 blanques alfil · d4 blanques alfil · e4 blanques alfil · f4 blanques alfil · c2 blanques alfil · f2 blanques alfil | b6 blanques alfil · d6 blanques alfil · e6 blanques alfil · g6 blanques alfil · c4 blanques alfil · d4 blanques alfil · e4 blanques alfil · f4 blanques alfil · c2 blanques alfil · f2 blanques alfil | b6 blanques alfil · d6 blanques alfil · e6 blanques alfil · g6 blanques alfil · c4 blanques alfil · d4 blanques alfil · e4 blanques alfil · f4 blanques alfil · c2 blanques alfil · f2 blanques alfil | b6 blanques alfil · d6 blanques alfil · e6 blanques alfil · g6 blanques alfil · c4 blanques alfil · d4 blanques alfil · e4 blanques alfil · f4 blanques alfil · c2 blanques alfil · f2 blanques alfil | b6 blanques alfil · d6 blanques alfil · e6 blanques alfil · g6 blanques alfil · c4 blanques alfil · d4 blanques alfil · e4 blanques alfil · f4 blanques alfil · c2 blanques alfil · f2 blanques alfil | b6 blanques alfil · d6 blanques alfil · e6 blanques alfil · g6 blanques alfil · c4 blanques alfil · d4 blanques alfil · e4 blanques alfil · f4 blanques alfil · c2 blanques alfil · f2 blanques alfil | b6 blanques alfil · d6 blanques alfil · e6 blanques alfil · g6 blanques alfil · c4 blanques alfil · d4 blanques alfil · e4 blanques alfil · f4 blanques alfil · c2 blanques alfil · f2 blanques alfil | 2 |
| 1 | b6 blanques alfil · d6 blanques alfil · e6 blanques alfil · g6 blanques alfil · c4 blanques alfil · d4 blanques alfil · e4 blanques alfil · f4 blanques alfil · c2 blanques alfil · f2 blanques alfil | b6 blanques alfil · d6 blanques alfil · e6 blanques alfil · g6 blanques alfil · c4 blanques alfil · d4 blanques alfil · e4 blanques alfil · f4 blanques alfil · c2 blanques alfil · f2 blanques alfil | b6 blanques alfil · d6 blanques alfil · e6 blanques alfil · g6 blanques alfil · c4 blanques alfil · d4 blanques alfil · e4 blanques alfil · f4 blanques alfil · c2 blanques alfil · f2 blanques alfil | b6 blanques alfil · d6 blanques alfil · e6 blanques alfil · g6 blanques alfil · c4 blanques alfil · d4 blanques alfil · e4 blanques alfil · f4 blanques alfil · c2 blanques alfil · f2 blanques alfil | b6 blanques alfil · d6 blanques alfil · e6 blanques alfil · g6 blanques alfil · c4 blanques alfil · d4 blanques alfil · e4 blanques alfil · f4 blanques alfil · c2 blanques alfil · f2 blanques alfil | b6 blanques alfil · d6 blanques alfil · e6 blanques alfil · g6 blanques alfil · c4 blanques alfil · d4 blanques alfil · e4 blanques alfil · f4 blanques alfil · c2 blanques alfil · f2 blanques alfil | b6 blanques alfil · d6 blanques alfil · e6 blanques alfil · g6 blanques alfil · c4 blanques alfil · d4 blanques alfil · e4 blanques alfil · f4 blanques alfil · c2 blanques alfil · f2 blanques alfil | b6 blanques alfil · d6 blanques alfil · e6 blanques alfil · g6 blanques alfil · c4 blanques alfil · d4 blanques alfil · e4 blanques alfil · f4 blanques alfil · c2 blanques alfil · f2 blanques alfil | 1 |
|   | a | b | c | d | e | f | g | h |   |

|   | a | b | c | d | e | f | g | h |   |
| 8 | c7 blanques cavall · e7 blanques cavall · f7 blanques cavall · c6 blanques cavall · e6 blanques cavall · c5 blanques cavall · g5 blanques cavall · c4 blanques cavall · e4 blanques cavall · b3 blanques cavall · c3 blanques cavall · e3 blanques cavall · f3 blanques cavall · g3 blanques cavall | c7 blanques cavall · e7 blanques cavall · f7 blanques cavall · c6 blanques cavall · e6 blanques cavall · c5 blanques cavall · g5 blanques cavall · c4 blanques cavall · e4 blanques cavall · b3 blanques cavall · c3 blanques cavall · e3 blanques cavall · f3 blanques cavall · g3 blanques cavall | c7 blanques cavall · e7 blanques cavall · f7 blanques cavall · c6 blanques cavall · e6 blanques cavall · c5 blanques cavall · g5 blanques cavall · c4 blanques cavall · e4 blanques cavall · b3 blanques cavall · c3 blanques cavall · e3 blanques cavall · f3 blanques cavall · g3 blanques cavall | c7 blanques cavall · e7 blanques cavall · f7 blanques cavall · c6 blanques cavall · e6 blanques cavall · c5 blanques cavall · g5 blanques cavall · c4 blanques cavall · e4 blanques cavall · b3 blanques cavall · c3 blanques cavall · e3 blanques cavall · f3 blanques cavall · g3 blanques cavall | c7 blanques cavall · e7 blanques cavall · f7 blanques cavall · c6 blanques cavall · e6 blanques cavall · c5 blanques cavall · g5 blanques cavall · c4 blanques cavall · e4 blanques cavall · b3 blanques cavall · c3 blanques cavall · e3 blanques cavall · f3 blanques cavall · g3 blanques cavall | c7 blanques cavall · e7 blanques cavall · f7 blanques cavall · c6 blanques cavall · e6 blanques cavall · c5 blanques cavall · g5 blanques cavall · c4 blanques cavall · e4 blanques cavall · b3 blanques cavall · c3 blanques cavall · e3 blanques cavall · f3 blanques cavall · g3 blanques cavall | c7 blanques cavall · e7 blanques cavall · f7 blanques cavall · c6 blanques cavall · e6 blanques cavall · c5 blanques cavall · g5 blanques cavall · c4 blanques cavall · e4 blanques cavall · b3 blanques cavall · c3 blanques cavall · e3 blanques cavall · f3 blanques cavall · g3 blanques cavall | c7 blanques cavall · e7 blanques cavall · f7 blanques cavall · c6 blanques cavall · e6 blanques cavall · c5 blanques cavall · g5 blanques cavall · c4 blanques cavall · e4 blanques cavall · b3 blanques cavall · c3 blanques cavall · e3 blanques cavall · f3 blanques cavall · g3 blanques cavall | 8 |
| 7 | c7 blanques cavall · e7 blanques cavall · f7 blanques cavall · c6 blanques cavall · e6 blanques cavall · c5 blanques cavall · g5 blanques cavall · c4 blanques cavall · e4 blanques cavall · b3 blanques cavall · c3 blanques cavall · e3 blanques cavall · f3 blanques cavall · g3 blanques cavall | c7 blanques cavall · e7 blanques cavall · f7 blanques cavall · c6 blanques cavall · e6 blanques cavall · c5 blanques cavall · g5 blanques cavall · c4 blanques cavall · e4 blanques cavall · b3 blanques cavall · c3 blanques cavall · e3 blanques cavall · f3 blanques cavall · g3 blanques cavall | c7 blanques cavall · e7 blanques cavall · f7 blanques cavall · c6 blanques cavall · e6 blanques cavall · c5 blanques cavall · g5 blanques cavall · c4 blanques cavall · e4 blanques cavall · b3 blanques cavall · c3 blanques cavall · e3 blanques cavall · f3 blanques cavall · g3 blanques cavall | c7 blanques cavall · e7 blanques cavall · f7 blanques cavall · c6 blanques cavall · e6 blanques cavall · c5 blanques cavall · g5 blanques cavall · c4 blanques cavall · e4 blanques cavall · b3 blanques cavall · c3 blanques cavall · e3 blanques cavall · f3 blanques cavall · g3 blanques cavall | c7 blanques cavall · e7 blanques cavall · f7 blanques cavall · c6 blanques cavall · e6 blanques cavall · c5 blanques cavall · g5 blanques cavall · c4 blanques cavall · e4 blanques cavall · b3 blanques cavall · c3 blanques cavall · e3 blanques cavall · f3 blanques cavall · g3 blanques cavall | c7 blanques cavall · e7 blanques cavall · f7 blanques cavall · c6 blanques cavall · e6 blanques cavall · c5 blanques cavall · g5 blanques cavall · c4 blanques cavall · e4 blanques cavall · b3 blanques cavall · c3 blanques cavall · e3 blanques cavall · f3 blanques cavall · g3 blanques cavall | c7 blanques cavall · e7 blanques cavall · f7 blanques cavall · c6 blanques cavall · e6 blanques cavall · c5 blanques cavall · g5 blanques cavall · c4 blanques cavall · e4 blanques cavall · b3 blanques cavall · c3 blanques cavall · e3 blanques cavall · f3 blanques cavall · g3 blanques cavall | c7 blanques cavall · e7 blanques cavall · f7 blanques cavall · c6 blanques cavall · e6 blanques cavall · c5 blanques cavall · g5 blanques cavall · c4 blanques cavall · e4 blanques cavall · b3 blanques cavall · c3 blanques cavall · e3 blanques cavall · f3 blanques cavall · g3 blanques cavall | 7 |
| 6 | c7 blanques cavall · e7 blanques cavall · f7 blanques cavall · c6 blanques cavall · e6 blanques cavall · c5 blanques cavall · g5 blanques cavall · c4 blanques cavall · e4 blanques cavall · b3 blanques cavall · c3 blanques cavall · e3 blanques cavall · f3 blanques cavall · g3 blanques cavall | c7 blanques cavall · e7 blanques cavall · f7 blanques cavall · c6 blanques cavall · e6 blanques cavall · c5 blanques cavall · g5 blanques cavall · c4 blanques cavall · e4 blanques cavall · b3 blanques cavall · c3 blanques cavall · e3 blanques cavall · f3 blanques cavall · g3 blanques cavall | c7 blanques cavall · e7 blanques cavall · f7 blanques cavall · c6 blanques cavall · e6 blanques cavall · c5 blanques cavall · g5 blanques cavall · c4 blanques cavall · e4 blanques cavall · b3 blanques cavall · c3 blanques cavall · e3 blanques cavall · f3 blanques cavall · g3 blanques cavall | c7 blanques cavall · e7 blanques cavall · f7 blanques cavall · c6 blanques cavall · e6 blanques cavall · c5 blanques cavall · g5 blanques cavall · c4 blanques cavall · e4 blanques cavall · b3 blanques cavall · c3 blanques cavall · e3 blanques cavall · f3 blanques cavall · g3 blanques cavall | c7 blanques cavall · e7 blanques cavall · f7 blanques cavall · c6 blanques cavall · e6 blanques cavall · c5 blanques cavall · g5 blanques cavall · c4 blanques cavall · e4 blanques cavall · b3 blanques cavall · c3 blanques cavall · e3 blanques cavall · f3 blanques cavall · g3 blanques cavall | c7 blanques cavall · e7 blanques cavall · f7 blanques cavall · c6 blanques cavall · e6 blanques cavall · c5 blanques cavall · g5 blanques cavall · c4 blanques cavall · e4 blanques cavall · b3 blanques cavall · c3 blanques cavall · e3 blanques cavall · f3 blanques cavall · g3 blanques cavall | c7 blanques cavall · e7 blanques cavall · f7 blanques cavall · c6 blanques cavall · e6 blanques cavall · c5 blanques cavall · g5 blanques cavall · c4 blanques cavall · e4 blanques cavall · b3 blanques cavall · c3 blanques cavall · e3 blanques cavall · f3 blanques cavall · g3 blanques cavall | c7 blanques cavall · e7 blanques cavall · f7 blanques cavall · c6 blanques cavall · e6 blanques cavall · c5 blanques cavall · g5 blanques cavall · c4 blanques cavall · e4 blanques cavall · b3 blanques cavall · c3 blanques cavall · e3 blanques cavall · f3 blanques cavall · g3 blanques cavall | 6 |
| 5 | c7 blanques cavall · e7 blanques cavall · f7 blanques cavall · c6 blanques cavall · e6 blanques cavall · c5 blanques cavall · g5 blanques cavall · c4 blanques cavall · e4 blanques cavall · b3 blanques cavall · c3 blanques cavall · e3 blanques cavall · f3 blanques cavall · g3 blanques cavall | c7 blanques cavall · e7 blanques cavall · f7 blanques cavall · c6 blanques cavall · e6 blanques cavall · c5 blanques cavall · g5 blanques cavall · c4 blanques cavall · e4 blanques cavall · b3 blanques cavall · c3 blanques cavall · e3 blanques cavall · f3 blanques cavall · g3 blanques cavall | c7 blanques cavall · e7 blanques cavall · f7 blanques cavall · c6 blanques cavall · e6 blanques cavall · c5 blanques cavall · g5 blanques cavall · c4 blanques cavall · e4 blanques cavall · b3 blanques cavall · c3 blanques cavall · e3 blanques cavall · f3 blanques cavall · g3 blanques cavall | c7 blanques cavall · e7 blanques cavall · f7 blanques cavall · c6 blanques cavall · e6 blanques cavall · c5 blanques cavall · g5 blanques cavall · c4 blanques cavall · e4 blanques cavall · b3 blanques cavall · c3 blanques cavall · e3 blanques cavall · f3 blanques cavall · g3 blanques cavall | c7 blanques cavall · e7 blanques cavall · f7 blanques cavall · c6 blanques cavall · e6 blanques cavall · c5 blanques cavall · g5 blanques cavall · c4 blanques cavall · e4 blanques cavall · b3 blanques cavall · c3 blanques cavall · e3 blanques cavall · f3 blanques cavall · g3 blanques cavall | c7 blanques cavall · e7 blanques cavall · f7 blanques cavall · c6 blanques cavall · e6 blanques cavall · c5 blanques cavall · g5 blanques cavall · c4 blanques cavall · e4 blanques cavall · b3 blanques cavall · c3 blanques cavall · e3 blanques cavall · f3 blanques cavall · g3 blanques cavall | c7 blanques cavall · e7 blanques cavall · f7 blanques cavall · c6 blanques cavall · e6 blanques cavall · c5 blanques cavall · g5 blanques cavall · c4 blanques cavall · e4 blanques cavall · b3 blanques cavall · c3 blanques cavall · e3 blanques cavall · f3 blanques cavall · g3 blanques cavall | c7 blanques cavall · e7 blanques cavall · f7 blanques cavall · c6 blanques cavall · e6 blanques cavall · c5 blanques cavall · g5 blanques cavall · c4 blanques cavall · e4 blanques cavall · b3 blanques cavall · c3 blanques cavall · e3 blanques cavall · f3 blanques cavall · g3 blanques cavall | 5 |
| 4 | c7 blanques cavall · e7 blanques cavall · f7 blanques cavall · c6 blanques cavall · e6 blanques cavall · c5 blanques cavall · g5 blanques cavall · c4 blanques cavall · e4 blanques cavall · b3 blanques cavall · c3 blanques cavall · e3 blanques cavall · f3 blanques cavall · g3 blanques cavall | c7 blanques cavall · e7 blanques cavall · f7 blanques cavall · c6 blanques cavall · e6 blanques cavall · c5 blanques cavall · g5 blanques cavall · c4 blanques cavall · e4 blanques cavall · b3 blanques cavall · c3 blanques cavall · e3 blanques cavall · f3 blanques cavall · g3 blanques cavall | c7 blanques cavall · e7 blanques cavall · f7 blanques cavall · c6 blanques cavall · e6 blanques cavall · c5 blanques cavall · g5 blanques cavall · c4 blanques cavall · e4 blanques cavall · b3 blanques cavall · c3 blanques cavall · e3 blanques cavall · f3 blanques cavall · g3 blanques cavall | c7 blanques cavall · e7 blanques cavall · f7 blanques cavall · c6 blanques cavall · e6 blanques cavall · c5 blanques cavall · g5 blanques cavall · c4 blanques cavall · e4 blanques cavall · b3 blanques cavall · c3 blanques cavall · e3 blanques cavall · f3 blanques cavall · g3 blanques cavall | c7 blanques cavall · e7 blanques cavall · f7 blanques cavall · c6 blanques cavall · e6 blanques cavall · c5 blanques cavall · g5 blanques cavall · c4 blanques cavall · e4 blanques cavall · b3 blanques cavall · c3 blanques cavall · e3 blanques cavall · f3 blanques cavall · g3 blanques cavall | c7 blanques cavall · e7 blanques cavall · f7 blanques cavall · c6 blanques cavall · e6 blanques cavall · c5 blanques cavall · g5 blanques cavall · c4 blanques cavall · e4 blanques cavall · b3 blanques cavall · c3 blanques cavall · e3 blanques cavall · f3 blanques cavall · g3 blanques cavall | c7 blanques cavall · e7 blanques cavall · f7 blanques cavall · c6 blanques cavall · e6 blanques cavall · c5 blanques cavall · g5 blanques cavall · c4 blanques cavall · e4 blanques cavall · b3 blanques cavall · c3 blanques cavall · e3 blanques cavall · f3 blanques cavall · g3 blanques cavall | c7 blanques cavall · e7 blanques cavall · f7 blanques cavall · c6 blanques cavall · e6 blanques cavall · c5 blanques cavall · g5 blanques cavall · c4 blanques cavall · e4 blanques cavall · b3 blanques cavall · c3 blanques cavall · e3 blanques cavall · f3 blanques cavall · g3 blanques cavall | 4 |
| 3 | c7 blanques cavall · e7 blanques cavall · f7 blanques cavall · c6 blanques cavall · e6 blanques cavall · c5 blanques cavall · g5 blanques cavall · c4 blanques cavall · e4 blanques cavall · b3 blanques cavall · c3 blanques cavall · e3 blanques cavall · f3 blanques cavall · g3 blanques cavall | c7 blanques cavall · e7 blanques cavall · f7 blanques cavall · c6 blanques cavall · e6 blanques cavall · c5 blanques cavall · g5 blanques cavall · c4 blanques cavall · e4 blanques cavall · b3 blanques cavall · c3 blanques cavall · e3 blanques cavall · f3 blanques cavall · g3 blanques cavall | c7 blanques cavall · e7 blanques cavall · f7 blanques cavall · c6 blanques cavall · e6 blanques cavall · c5 blanques cavall · g5 blanques cavall · c4 blanques cavall · e4 blanques cavall · b3 blanques cavall · c3 blanques cavall · e3 blanques cavall · f3 blanques cavall · g3 blanques cavall | c7 blanques cavall · e7 blanques cavall · f7 blanques cavall · c6 blanques cavall · e6 blanques cavall · c5 blanques cavall · g5 blanques cavall · c4 blanques cavall · e4 blanques cavall · b3 blanques cavall · c3 blanques cavall · e3 blanques cavall · f3 blanques cavall · g3 blanques cavall | c7 blanques cavall · e7 blanques cavall · f7 blanques cavall · c6 blanques cavall · e6 blanques cavall · c5 blanques cavall · g5 blanques cavall · c4 blanques cavall · e4 blanques cavall · b3 blanques cavall · c3 blanques cavall · e3 blanques cavall · f3 blanques cavall · g3 blanques cavall | c7 blanques cavall · e7 blanques cavall · f7 blanques cavall · c6 blanques cavall · e6 blanques cavall · c5 blanques cavall · g5 blanques cavall · c4 blanques cavall · e4 blanques cavall · b3 blanques cavall · c3 blanques cavall · e3 blanques cavall · f3 blanques cavall · g3 blanques cavall | c7 blanques cavall · e7 blanques cavall · f7 blanques cavall · c6 blanques cavall · e6 blanques cavall · c5 blanques cavall · g5 blanques cavall · c4 blanques cavall · e4 blanques cavall · b3 blanques cavall · c3 blanques cavall · e3 blanques cavall · f3 blanques cavall · g3 blanques cavall | c7 blanques cavall · e7 blanques cavall · f7 blanques cavall · c6 blanques cavall · e6 blanques cavall · c5 blanques cavall · g5 blanques cavall · c4 blanques cavall · e4 blanques cavall · b3 blanques cavall · c3 blanques cavall · e3 blanques cavall · f3 blanques cavall · g3 blanques cavall | 3 |
| 2 | c7 blanques cavall · e7 blanques cavall · f7 blanques cavall · c6 blanques cavall · e6 blanques cavall · c5 blanques cavall · g5 blanques cavall · c4 blanques cavall · e4 blanques cavall · b3 blanques cavall · c3 blanques cavall · e3 blanques cavall · f3 blanques cavall · g3 blanques cavall | c7 blanques cavall · e7 blanques cavall · f7 blanques cavall · c6 blanques cavall · e6 blanques cavall · c5 blanques cavall · g5 blanques cavall · c4 blanques cavall · e4 blanques cavall · b3 blanques cavall · c3 blanques cavall · e3 blanques cavall · f3 blanques cavall · g3 blanques cavall | c7 blanques cavall · e7 blanques cavall · f7 blanques cavall · c6 blanques cavall · e6 blanques cavall · c5 blanques cavall · g5 blanques cavall · c4 blanques cavall · e4 blanques cavall · b3 blanques cavall · c3 blanques cavall · e3 blanques cavall · f3 blanques cavall · g3 blanques cavall | c7 blanques cavall · e7 blanques cavall · f7 blanques cavall · c6 blanques cavall · e6 blanques cavall · c5 blanques cavall · g5 blanques cavall · c4 blanques cavall · e4 blanques cavall · b3 blanques cavall · c3 blanques cavall · e3 blanques cavall · f3 blanques cavall · g3 blanques cavall | c7 blanques cavall · e7 blanques cavall · f7 blanques cavall · c6 blanques cavall · e6 blanques cavall · c5 blanques cavall · g5 blanques cavall · c4 blanques cavall · e4 blanques cavall · b3 blanques cavall · c3 blanques cavall · e3 blanques cavall · f3 blanques cavall · g3 blanques cavall | c7 blanques cavall · e7 blanques cavall · f7 blanques cavall · c6 blanques cavall · e6 blanques cavall · c5 blanques cavall · g5 blanques cavall · c4 blanques cavall · e4 blanques cavall · b3 blanques cavall · c3 blanques cavall · e3 blanques cavall · f3 blanques cavall · g3 blanques cavall | c7 blanques cavall · e7 blanques cavall · f7 blanques cavall · c6 blanques cavall · e6 blanques cavall · c5 blanques cavall · g5 blanques cavall · c4 blanques cavall · e4 blanques cavall · b3 blanques cavall · c3 blanques cavall · e3 blanques cavall · f3 blanques cavall · g3 blanques cavall | c7 blanques cavall · e7 blanques cavall · f7 blanques cavall · c6 blanques cavall · e6 blanques cavall · c5 blanques cavall · g5 blanques cavall · c4 blanques cavall · e4 blanques cavall · b3 blanques cavall · c3 blanques cavall · e3 blanques cavall · f3 blanques cavall · g3 blanques cavall | 2 |
| 1 | c7 blanques cavall · e7 blanques cavall · f7 blanques cavall · c6 blanques cavall · e6 blanques cavall · c5 blanques cavall · g5 blanques cavall · c4 blanques cavall · e4 blanques cavall · b3 blanques cavall · c3 blanques cavall · e3 blanques cavall · f3 blanques cavall · g3 blanques cavall | c7 blanques cavall · e7 blanques cavall · f7 blanques cavall · c6 blanques cavall · e6 blanques cavall · c5 blanques cavall · g5 blanques cavall · c4 blanques cavall · e4 blanques cavall · b3 blanques cavall · c3 blanques cavall · e3 blanques cavall · f3 blanques cavall · g3 blanques cavall | c7 blanques cavall · e7 blanques cavall · f7 blanques cavall · c6 blanques cavall · e6 blanques cavall · c5 blanques cavall · g5 blanques cavall · c4 blanques cavall · e4 blanques cavall · b3 blanques cavall · c3 blanques cavall · e3 blanques cavall · f3 blanques cavall · g3 blanques cavall | c7 blanques cavall · e7 blanques cavall · f7 blanques cavall · c6 blanques cavall · e6 blanques cavall · c5 blanques cavall · g5 blanques cavall · c4 blanques cavall · e4 blanques cavall · b3 blanques cavall · c3 blanques cavall · e3 blanques cavall · f3 blanques cavall · g3 blanques cavall | c7 blanques cavall · e7 blanques cavall · f7 blanques cavall · c6 blanques cavall · e6 blanques cavall · c5 blanques cavall · g5 blanques cavall · c4 blanques cavall · e4 blanques cavall · b3 blanques cavall · c3 blanques cavall · e3 blanques cavall · f3 blanques cavall · g3 blanques cavall | c7 blanques cavall · e7 blanques cavall · f7 blanques cavall · c6 blanques cavall · e6 blanques cavall · c5 blanques cavall · g5 blanques cavall · c4 blanques cavall · e4 blanques cavall · b3 blanques cavall · c3 blanques cavall · e3 blanques cavall · f3 blanques cavall · g3 blanques cavall | c7 blanques cavall · e7 blanques cavall · f7 blanques cavall · c6 blanques cavall · e6 blanques cavall · c5 blanques cavall · g5 blanques cavall · c4 blanques cavall · e4 blanques cavall · b3 blanques cavall · c3 blanques cavall · e3 blanques cavall · f3 blanques cavall · g3 blanques cavall | c7 blanques cavall · e7 blanques cavall · f7 blanques cavall · c6 blanques cavall · e6 blanques cavall · c5 blanques cavall · g5 blanques cavall · c4 blanques cavall · e4 blanques cavall · b3 blanques cavall · c3 blanques cavall · e3 blanques cavall · f3 blanques cavall · g3 blanques cavall | 1 |
|   | a | b | c | d | e | f | g | h |   |

## Problemes de recorregut de peces
Aquesta mena de problemes pretenen buscar un recorregut per a una peça, de tal manera que visiti totes les caselles del tauler. El més conegut d'aquests problemes és el problema del cavall. A més a més del cavall, aquesta mena de recorreguts existeixen pel rei, dama i torres. Els alfils no són capaços d'arribar a totes les caselles del tauler, de manera que en el seu cas concret el problema es formula per assolir totes les caselles d'un color.

## Problemes de permutació
En problemes de permutació, una posició inicial s'ha de transformar en una altra. Això s'hauria de fer fent només moviments legals en escacs, tot i que capturar una peça rival normalment no està permès. Dos d'aquestr problemes es mostren a continuació. En el primer, l'objectiu és canviar les posicions dels cavalls blancs i negres. Al segon, les posicions dels alfils s'han de permutar, amb una limitació addicional, que és que les peces enemigues no s'ataquin les unes a les altres.
| a4 black knight | b4 black knight | c4 black knight | d4 black knight |
| a3 black knight | b3 black knight | c3              | d3 black knight |
| a2 white knight | b2              | c2 white knight | d2 white knight |
| a1 white knight | b1 white knight | c1 white knight | d1 white knight |

| a5 | b5 | c5 | [[Fitxer:chess bd 4 t45.svg\|26px\|d5]]       |
| a4 | b4 | c4 | [[Fitxer:chess 3 t45.svg\|26px\|d4]]          |
| a3 | b3 | c3 | [[Fitxer:chess 2 t45.svg\|26px\|d3]]          |
| a2 | b2 | c2 | [[Fitxer:chess 1 t45.svg\|26px\|d2]]          |
| a1 | b1 | c1 | [[Fitxer:chess bl a b c d t45.svg\|26px\|d1]] |